# Giacomo Leopardi
Giacomo Leopardi (Giacomo Taldegardo Francesco Salesio Saverio Pietro Leopardi; Recanati, 29 giugno 1798 – Napoli, 14 giugno 1837) è stato un poeta, filosofo, scrittore e filologo italiano.
È ritenuto tra i maggiori poeti italiani dell'Ottocento e una delle più importanti figure della letteratura mondiale, nonché uno dei principali esponenti del romanticismo letterario, sebbene abbia sempre criticato la corrente romantica di cui rifiutò quello che definiva "l'arido vero", ritenendosi vicino al classicismo. La profondità della sua riflessione sull'esistenza e sulla condizione umana — di ispirazione sensista e materialista — ne fa anche un filosofo di spessore. La qualità lirica della sua poesia lo ha reso un protagonista centrale nel panorama letterario e culturale internazionale, con ricadute che vanno molto oltre la sua epoca.
Leopardi, intellettuale dalla vastissima cultura, inizialmente sostenitore del classicismo, ispirato alle opere dell'antichità greco-romana, ammirata tramite le letture e le traduzioni di Mosco, Lucrezio, Epitteto, Luciano e altri, approdò al Romanticismo dopo la scoperta dei poeti romantici europei, quali Byron, Shelley, Chateaubriand, Foscolo, divenendone un esponente principale, pur non volendo mai definirsi romantico. Le sue posizioni materialistiche, derivate principalmente dall'Illuminismo, ma sviluppatesi successivamente in un compiuto sistema filosofico e poetico, si formarono invece sulla lettura di filosofi come il barone d'Holbach, Pietro Verri e Condillac, a cui egli unisce però il proprio pessimismo, originariamente probabile effetto di una grave patologia che lo affliggeva. Morì nel 1837 poco prima di compiere 39 anni, di edema polmonare o scompenso cardiaco, durante la grande epidemia di colera di Napoli.
Il dibattito sull'opera leopardiana a partire dal Novecento, specialmente in relazione al pensiero esistenzialista fra gli anni trenta e cinquanta del Novecento, ha portato gli esegeti ad approfondire l'analisi filosofica dei contenuti e significati dei suoi testi. Per quanto resi specialmente nelle opere in prosa, essi trovano precise corrispondenze a livello lirico in una linea unitaria di atteggiamento esistenziale. Riflessione filosofica ed empito poetico fanno sì che Leopardi, al pari di Blaise Pascal, Schopenhauer, Kierkegaard, Nietzsche e più tardi di Kafka, possa essere visto come un esistenzialista o almeno un precursore dell'esistenzialismo.

## Biografia

### Infanzia
Nacque nel 1798 a Recanati, nello Stato pontificio (oggi in provincia di Macerata, nelle Marche), da una delle più nobili famiglie del paese, primo di dieci figli. Quelli che arrivarono all'età adulta furono, oltre a Giacomo, Carlo (1799-1878), Paolina (1800-1869), Luigi (1804-1828) e Pierfrancesco (1813-1851). I genitori erano cugini fra di loro. Il padre, il conte Monaldo, figlio del conte Giacomo e di Virginia dei marchesi Mosca, nobili di Pesaro, era un uomo di idee reazionarie e amante degli studi; la madre, la nobildonna Adelaide Antici, era una donna energica, molto religiosa fino alla superstizione, legata alle convenzioni sociali e a un concetto profondo di dignità della famiglia, motivo di sofferenza per il giovane Giacomo che non ricevette tutto l'affetto di cui sentiva il bisogno.
In conseguenza di alcune speculazioni azzardate fatte dal marito, la contessa Adelaide prese in mano un patrimonio familiare fortemente indebitato, riuscendo a rimetterlo in sesto solo grazie a una rigida economia domestica. La rigidità della madre, i sacrifici economici e i pregiudizi nobiliari pesarono sul giovane Giacomo. Fino al termine dell'infanzia, Giacomo crebbe comunque allegro, giocando volentieri con i suoi fratelli, soprattutto con Carlo e Paolina che erano più vicini a lui d'età e che amava intrattenere con racconti ricchi di fervida fantasia.

### Formazione giovanile

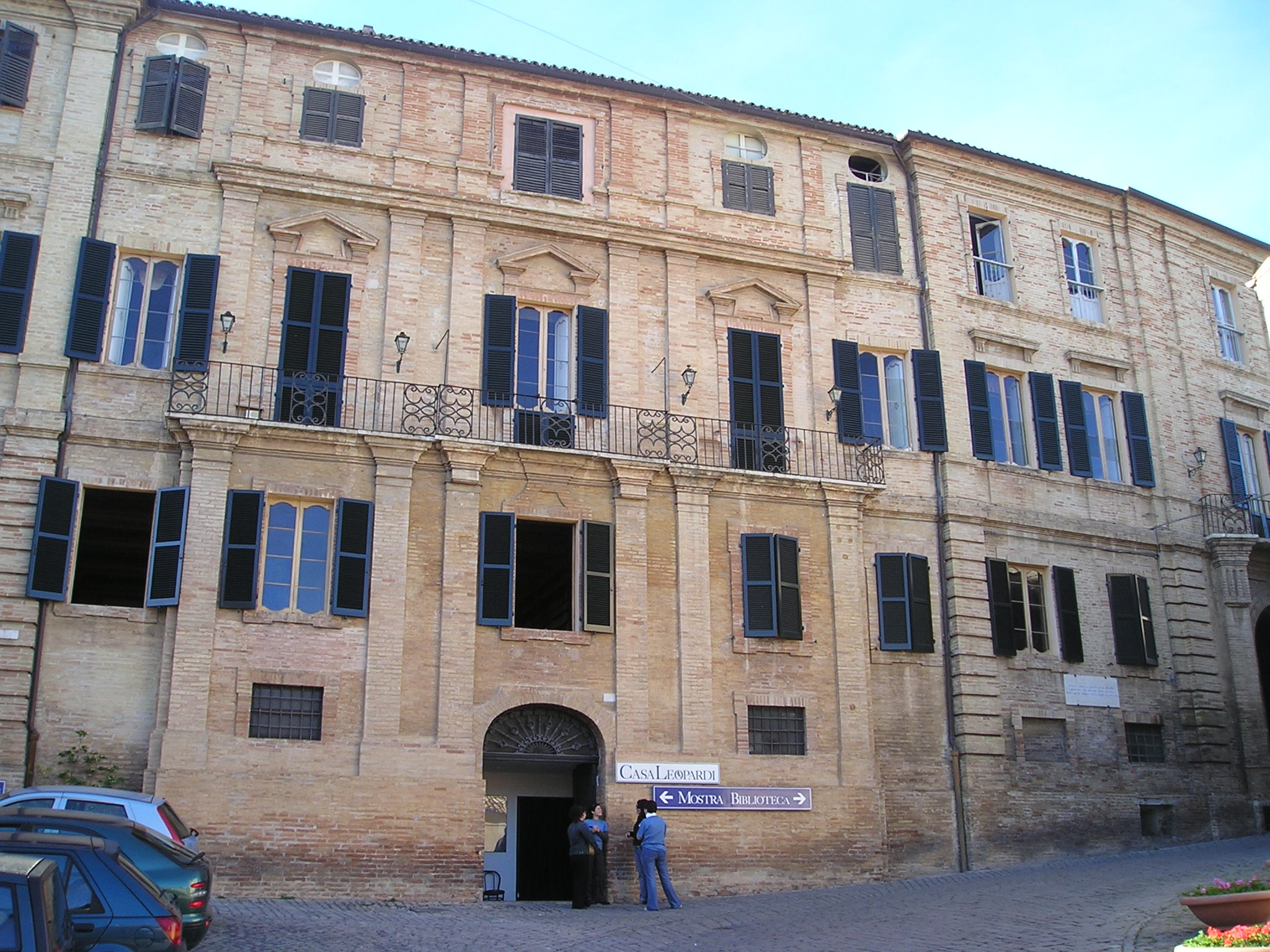
La casa natale, Palazzo Leopardi

Ricevette la prima educazione, come da tradizione familiare, da due precettori ecclesiastici, il gesuita don Giuseppe Torres fino al 1808 e l'abate don Sebastiano Sanchini fino al 1812, che influirono sulla sua prima formazione con metodi improntati alla scuola gesuitica. Tali metodi erano incentrati non solo sullo studio del latino, della teologia e della filosofia, ma anche su una formazione scientifica di buon livello contenutistico e metodologico. Nel Museo leopardiano a Recanati è conservato, infatti, il frontespizio di un trattatello sulla chimica, da lui composto insieme al fratello Carlo. I momenti significativi delle sue attività di studio, che si svolgono all'interno del nucleo familiare, sono da rintracciare nei saggi finali, nei componimenti letterari da donare al padre in occasione delle feste natalizie, la stesura di quaderni molto ordinati e accurati e qualche composizione di carattere religioso da recitare in occasione della riunione della Congregazione dei nobili.
Il ruolo avuto dai precettori non impedì, comunque, al giovane Leopardi di intraprendere un suo personale percorso di studi avvalendosi della biblioteca paterna molto fornita (oltre ventimila volumi) e di altre biblioteche recanatesi, come quella degli Antici, dei Roberti e probabilmente da quella di Giuseppe Antonio Vogel, letterato alsaziano esule in Italia in seguito alla Rivoluzione francese giunto a Recanati tra il 1806 e il 1809 come membro onorario della cattedrale della cittadina. Nel 1809 il giovane Giacomo compone il sonetto intitolato La morte di Ettore che, come lui stesso scrive nell'Indice delle produzioni di me Giacomo Leopardi dall'anno 1809 in poi, è da considerarsi la sua prima composizione poetica. Da questi anni ha inizio la produzione di tutti quegli scritti chiamati "puerili".

#### Produzione dei "puerili"

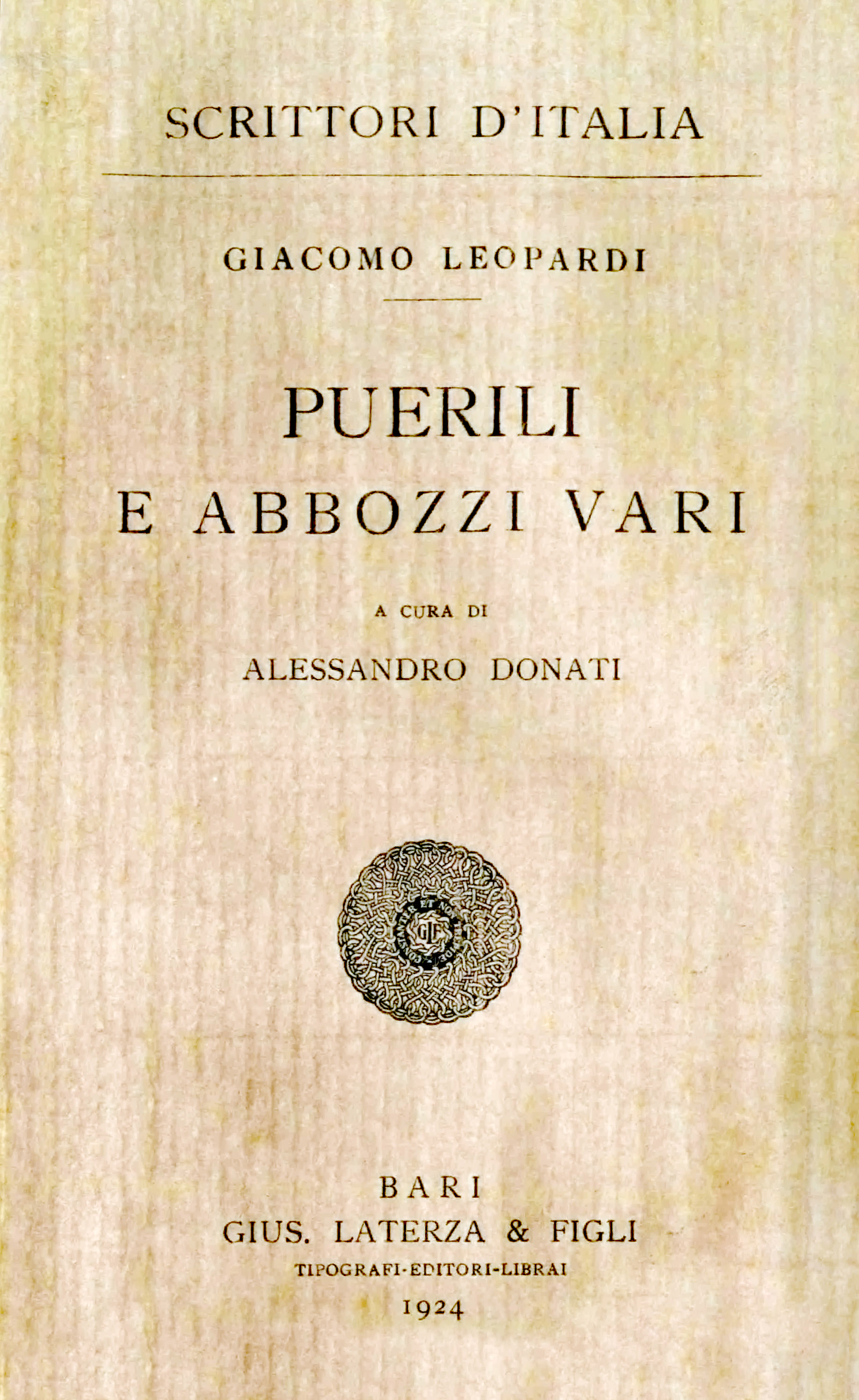
Puerili e abbozzi vari

Il corpus delle opere cosiddette "puerili" dimostra come il giovane Leopardi sapesse scrivere in latino sin dall'età di nove-dieci anni e padroneggiare i metodi di versificazione italiana in voga nel Settecento, come la metrica barbara di Fantoni, oltre ad avere una passione per le burle in versi dirette al precettore e ai fratelli.
Nel 1810 iniziò lo studio della filosofia e due anni dopo, come sintesi della sua formazione giovanile, scrisse le Dissertazioni filosofiche che riguardano argomenti di logica, filosofia, morale, fisica teorica e sperimentale (astronomia, gravitazione, idrodinamica, teoria dell'elettricità, eccetera). Tra queste si ricorda la Dissertazione sopra l'anima delle bestie. Nel 1812, con la presentazione pubblica del suo saggio di studi che discusse davanti a esaminatori di vari ordini religiosi e al vescovo, si può far concludere il periodo della sua prima formazione, che è soprattutto di tipo sei-settecentesco ed evidenzia l'amore per l'erudizione oltre che uno spiccato gusto arcadico.

### Formazione personale

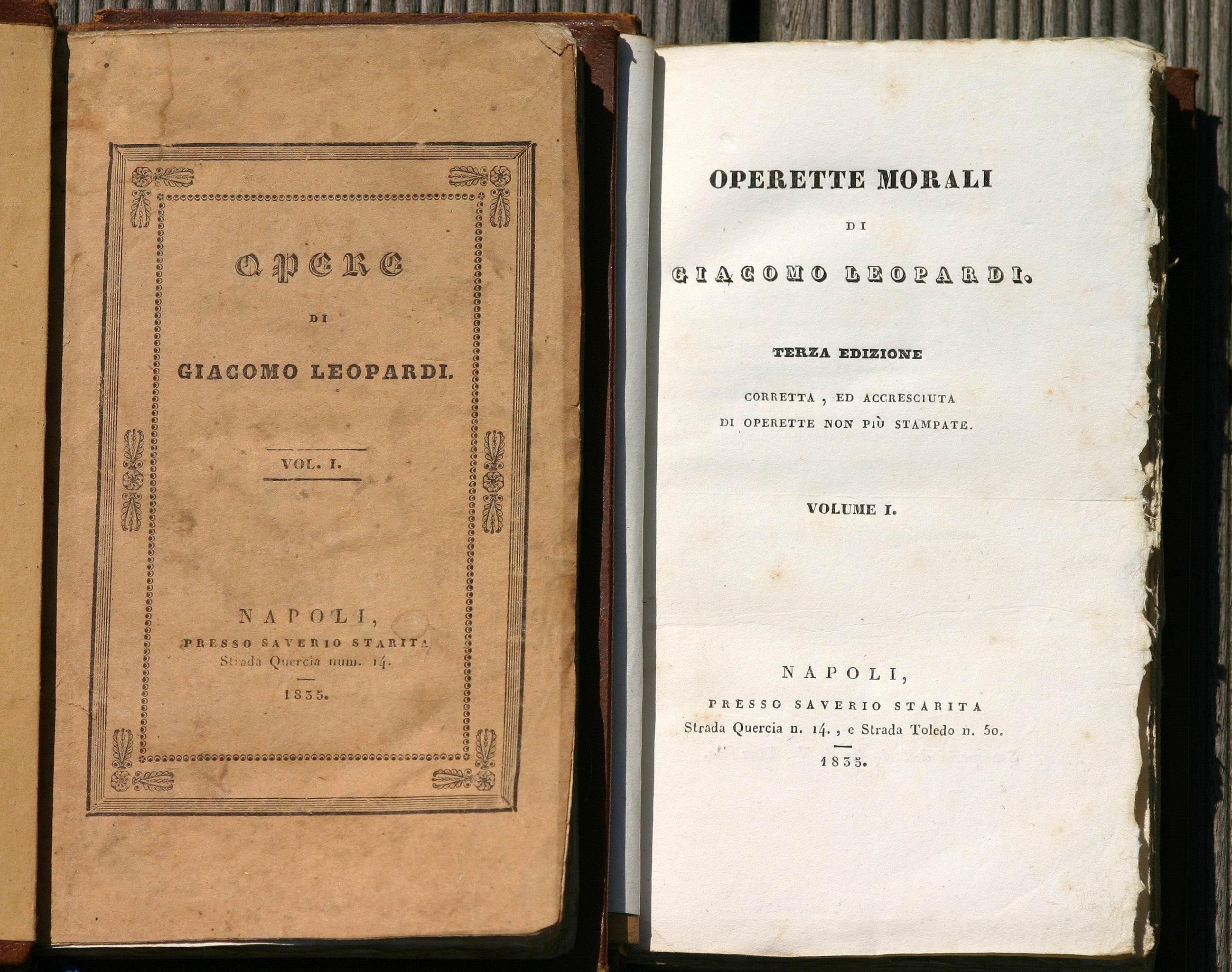
Primi due volumi di Opere

Dal 1809 al 1816 Leopardi si immerse totalmente in uno "studio matto e disperatissimo", espressione da lui stesso coniata, che assorbì tutte le sue energie e che avrebbe recato gravi danni alla sua salute.
Apprese perfettamente il latino (sebbene si considerasse sempre "poco inclinato a tradurre" da questa lingua in italiano) e, senza l'aiuto di maestri, il greco antico. Seppure in modo più sommario apprese anche altre lingue: l'ebraico, il francese, l'inglese, lo spagnolo e il tedesco (nello Zibaldone si trovano inoltre cenni ad altre lingue antiche, come il sanscrito). Nel frattempo, nel 1812 cessa la formazione dell'abate Sanchini, il quale ritenne inutile continuare la formazione del giovane che ne sapeva ormai più di lui. Risalgono a questi anni la Storia dell'astronomia del 1813, il Saggio sopra gli errori popolari degli antichi del 1815, diversi discorsi su scrittori classici, alcune traduzioni poetiche, alcuni versi e tre tragedie, mai rappresentate durante la sua vita, La virtù indiana, Pompeo in Egitto e Maria Antonietta (rimasta incompiuta).
Per quanto riguarda la compilazione della Storia dell'astronomia Leopardi si avvalse di numerose fonti: il testo di base fu sicuramente la Storia dell’astronomia di Bailly, ridotta in compendio dal signor Francesco Milizia, a partire dalle Histoires del celebre astronomo francese Jean Sylvain Bailly. L'opera, pubblicata nel 1791, terminava con la scoperta del pianeta Urano da parte di Herschel. Invece, il lavoro di Leopardi presenta ulteriori aggiornamenti, come ad esempio la scoperta di Cerere, Pallade, Giunone e della cometa del 1811. Per l'elaborazione del suo testo, Leopardi fece uso anche dell'Abrégé d’astronomie di Jérôme Lalande (presente nella biblioteca di casa Leopardi nell’edizione del 1775), del Dictionnaire de Physique di Aimé-Henri Paulian e delle storie di matematica inserite nel Tacquet e nel Wolff. Inoltre Leopardi adoperò diverse opere generali come la Storia della letteratura italiana di Girolamo Tiraboschi, gli Scrittori d’Italia di Mazzuchelli e varie raccolte biografiche di alcuni ordini religiosi: Wadding per i francescani, Quétif e Échard per i domenicani e così via. L'elenco di questi testi dimostra l’erudizione raggiunta dal giovane Leopardi. Nella Storia dell'astronomia Leopardi lasciò anche trasparire i limiti del suo interesse per la matematica. Nulla, probabilmente, sapeva a proposito dei logaritmi (ai quali invece il Bailly-Milizia aveva dedicato due pagine illustratrici) e sull'argomento si limitò a scrivere che «Enrico Briggs (…) avendo udita la invenzione de' logaritmi fatta da Giovanni Neper» aveva pubblicato un’opera al riguardo. Probabilmente, infatti, Leopardi non studiò mai i logaritmi, così come si arrestò alla geometria cartesiana e al calcolo differenziale.
Iniziò nello stesso periodo anche le prime pubblicazioni e lavorò alle traduzioni dal latino e dal greco, dimostrando sempre di più il suo interesse per l'attività filologica. Le traduzioni erano spesso corredate da discorsi introduttivi e note: si ricordano gli Scherzi epigrammatici, tradotti dal greco nel 1814 e pubblicati in occasione delle nozze Santacroce-Torre dalla Tipografia Frattini di Recanati nel 1816, la Batracomiomachia nel 1815 e pubblicata su Lo Spettatore italiano il 30 novembre 1816, gli idilli di Mosco, il Saggio di traduzioni dell'Odissea, la Traduzione del libro secondo dell'Eneide, il Moretum (un poemetto pseudo-virgiliano), e la Titanomachia di Esiodo, pubblicata su «Lo Spettatore italiano» il 1º giugno 1817.
Nello stesso anno aveva di fatto esordito come poeta, pubblicando, sempre sulle pagine de Lo Spettatore Italiano, un giovanile Inno a Nettuno e due odi greche corredate di traduzione latina; il giovane Leopardi presentò le opere come tratte dai lacerti di un manoscritto del XIV secolo, segnalatogli da un amico romano, che gli avrebbe inviato i testi, corredandoli delle traduzioni latine delle due odi (l'Inno a Nettuno era invece presentato come versione italiana dello stesso Leopardi sulla base del testo greco, di cui vengono stampati solo il primo e l'ultimo verso). Si trattava di un gioco di finzione letteraria, essendo Leopardi autore di tutti e tre i testi.

### Conversione letteraria: dall'erudizione al bello
Tra il 1815 e il 1816 si avverte in Leopardi un forte cambiamento, frutto di una profonda crisi spirituale, che lo porterà ad abbandonare l'erudizione per dedicarsi alla poesia. Egli si rivolge, pertanto, ai classici non più come ad arido materiale adatto a considerazioni filologiche, ma come a modelli di poesia da studiare. Seguiranno le letture di autori moderni come Alfieri, Parini, Foscolo e Vincenzo Monti, che serviranno a maturare la sua sensibilità romantica. Ben presto egli legge I dolori del giovane Werther di Goethe, le opere di Chateaubriand, di Byron, di Madame de Staël. In questo modo Leopardi inizia a liberarsi dall'educazione paterna accademica e sterile, a rendersi conto della ristrettezza della cultura recanatese e a porre le basi per liberarsi dai condizionamenti familiari. Appartengono a questo periodo alcune poesie significative come Le Rimembranze, L'Appressamento della morte e l'Inno a Nettuno, nonché la celebre e non pubblicata Lettera ai Sigg. compilatori della Biblioteca Italiana, indirizzata nel luglio 1816 ai redattori della rivista milanese, in risposta alla lettera Sulla maniera e utilità delle traduzioni di Madame de Staël, apparsa sul primo numero, nel gennaio dello stesso anno.
Destinato dal padre alla carriera ecclesiastica per la sua fragile salute, rifiuterà di intraprendere questa strada.
Durante la sua vita Leopardi usò talvolta il titolo di cortesia di conte, anche se il titolo nobiliare era ancora detenuto dal padre, e fu concesso, in seguito alla morte di Giacomo e alla perdita del maggiorascato di Carlo per aver contratto un matrimonio sgradito alla famiglia, solo nel 1837 al fratello Pierfrancesco (che succederà a Monaldo nel 1847).

### Problemi di salute

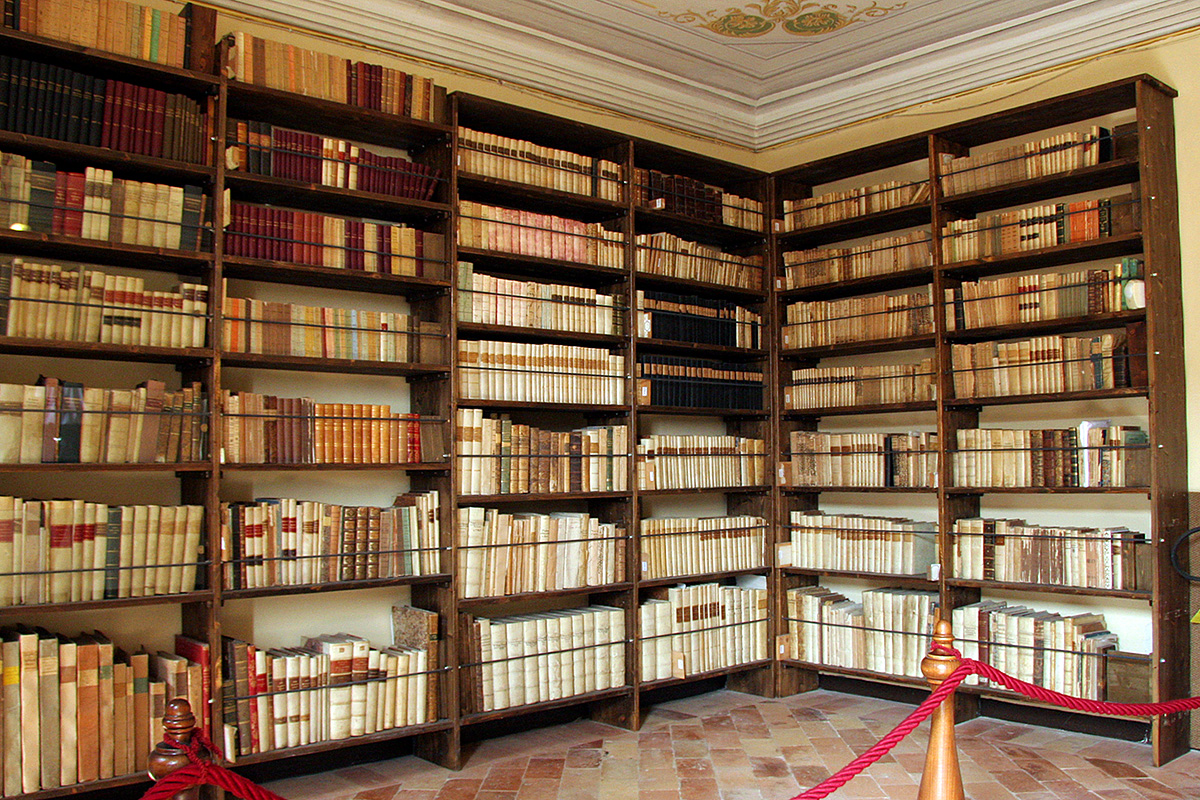
La biblioteca di Casa Leopardi

Nel 1815-1816 Leopardi fu colpito da alcuni seri problemi fisici di tipo reumatico, disagi psicologici che egli attribuì almeno in parte — come la presunta scoliosi — all'eccessivo studio, isolamento e immobilità in posizioni scomode delle lunghe giornate passate nella biblioteca di Monaldo.
La malattia esordì con affezione polmonare e febbre e in seguito gli causò la deviazione della spina dorsale (da cui la doppia "gobba"), con dolore e conseguenti problemi cardiaci, circolatori, gastrointestinali) e respiratori (asma e tosse), una crescita stentata, problemi neurologici alle gambe (debolezza, parestesia con freddo intenso), alle braccia e alla vista, disturbi disparati e stanchezza continua; nel 1816 Leopardi era convinto di essere sul punto di morire.
Un'altra malattia di Leopardi era la perdita della vista, che causò il parziale abbandono dei suoi studi intensi.

Il marchese Filippo Solari di Loreto scrive poco dopo a Monaldo Leopardi: 

Egli stesso si ispira a questi seri problemi di salute, di cui parlerà anche a Pietro Giordani, per la lunga cantica L'appressamento della morte e, anni dopo, per Le ricordanze, in cui ripensa a questo e definisce la sua malattia come un "cieco malor", cioè un male di non chiara origine, che gli fa pensare al suicidio assieme all'angusto ambiente: 
L'ipotesi più accreditata per lungo tempo (diffusa già nel XIX secolo e sostenuta da medici di Recanati e da Pietro Citati) è che Leopardi soffrisse della malattia di Pott (gli studiosi scartano la diagnosi dell'epoca, più volte riproposta anche nel Novecento, di una normale scoliosi dell'età evolutiva), cioè tubercolosi ossea o spondilite tubercolare, oppure dalla spondilite anchilosante giovanile (secondo Erik P. Sganzerla), una sindrome reumatica autoimmune che porta a una progressiva ossificazione dei legamenti vertebrali con deformazione e rigidità del rachide.
Nel decennio seguente l'apparire dei disturbi, alcuni medici fiorentini, come altri medici consultati in gioventù, a parte la deformità fisica asseriranno — probabilmente in maniera erronea — che numerosi disturbi del Leopardi erano dovuti a nevrastenia di origine psicologica (sempre in questo periodo comincia a soffrire di crisi depressive che taluni attribuiscono all'impatto psicologico della malattia fisica), come lui stesso a tratti sostenne, anche contro il parere di numerosi dottori.
(Lettera dedicatoria dei Canti, agli amici di Toscana, 1831)
Secondo il neurologo Sganzerla, propositore della tesi sulla spondilite al posto della tubercolosi, Leopardi non mostrava invece alcun segno di vera depressione psicotica, sfatando il mito sostenuto da Citati e dai lombrosiani come Patrizi e Sergi.
Queste patologie comunque, se non condizionarono il suo pensiero in maniera diretta (come ribadito spesso da Leopardi), influenzarono comunque il suo pessimismo filosofico e lo spinsero a indagare le cause della sofferenza umana e il significato della vita da una prospettiva originale, divenendo, come affermato dal critico Sebastiano Timpanaro, "un formidabile strumento conoscitivo".

### Conversione filosofica: dal bello al vero
Dopo il primo passo verso il distacco dall'ambiente giovanile e con la maturazione di una nuova ideologia e sensibilità che lo portò a scoprire il bello in senso non arcaico, ma neoclassico, si annuncia nel 1819 quel passaggio dalla poesia di immaginazione degli antichi alla poesia sentimentale che il poeta definì l'unica ricca di riflessioni e convincimenti filosofici.

### Mutamenti profondi del 1817 e "teoria del piacere"

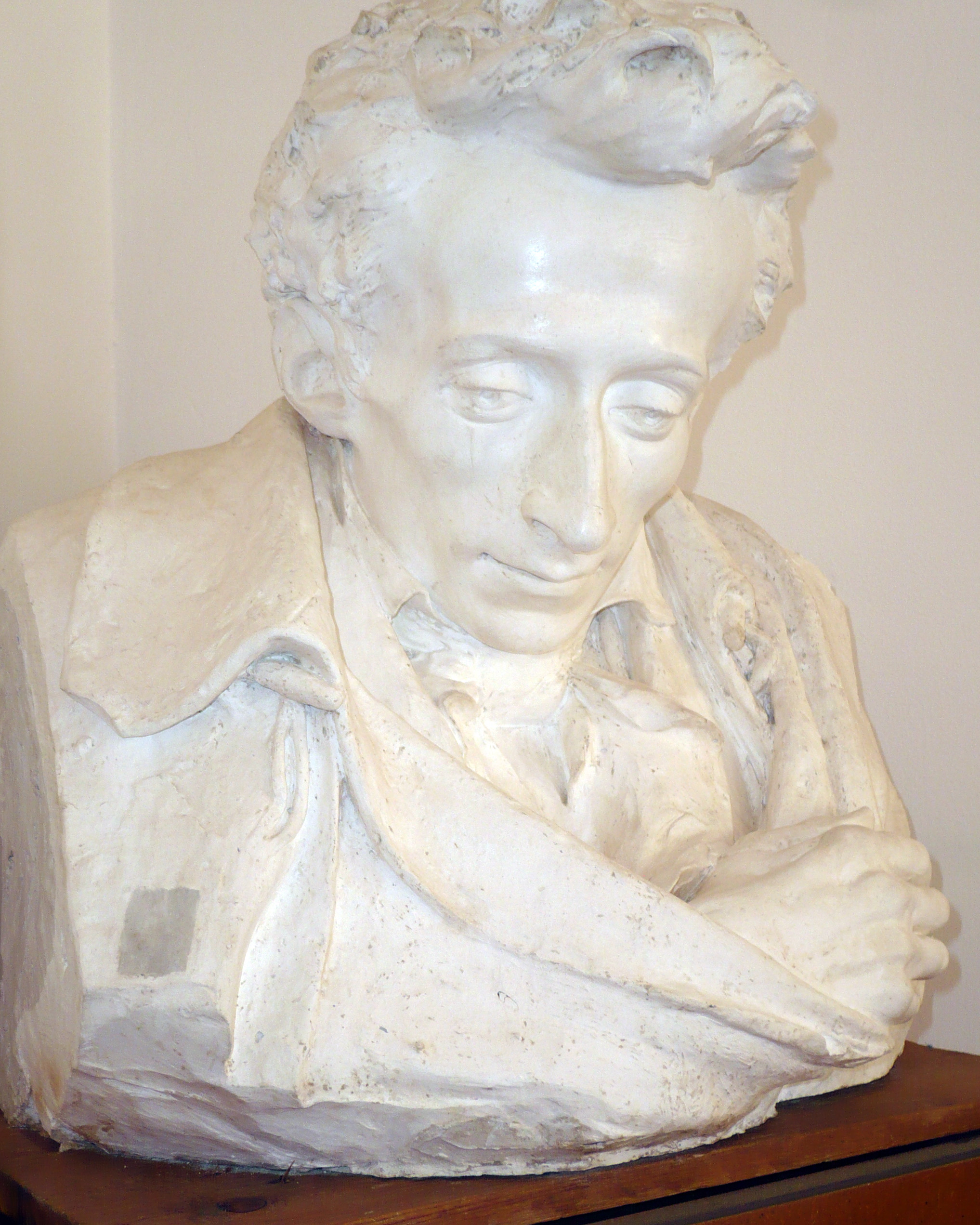
Busto di Giacomo Leopardi op. 1 o delle "Rimembranze", uno dei due busti del poeta di Michele Tripisciano, esposto nel museo Tripisciano di Caltanissetta

Il 1817 fu per Leopardi, che giunto alle soglie dei diciannove anni aveva avvertito, in tutta la sua intensità, il peso dei suoi mali e della condizione infelice che ne derivava, un anno decisivo che determinò nel suo animo profondi mutamenti. Consapevole ormai del suo desiderio di gloria e insofferente dell'angusto confine in cui, fino a quel momento, era stato costretto a vivere, sentì l'urgente desiderio di uscire, in qualche modo, dall'ambiente recanatese. Gli avvenimenti seguenti incideranno sulla sua vita e sulla sua attività intellettuale in modo determinante.
In questo periodo è anche la prima formulazione della "teoria del piacere", una concezione filosofica postulata da Leopardi nel corso della sua vita. La maggior parte della teorizzazione di tale concezione è contenuta nello Zibaldone, in cui il poeta cerca di esporre in modo organico la sua visione delle passioni umane. Il lavoro di sviluppo del pensiero leopardiano in questi termini avviene dal 12 al 25 luglio 1820.
(Zibaldone, pagg. 514-514, 1817-1832)

#### Corrispondenza con Pietro Giordani

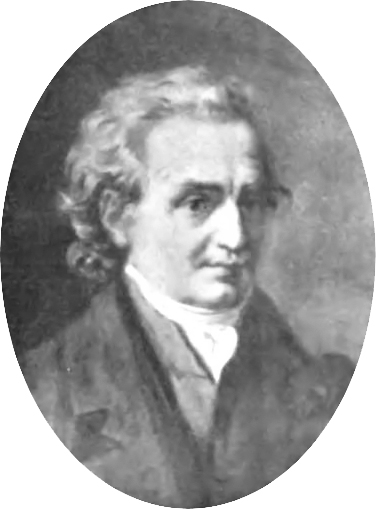
Pietro Giordani

Sempre nel 1817 egli scrisse al classicista Pietro Giordani che aveva letto la traduzione leopardiana del II libro dell'Eneide e, avendo compreso la grandezza del giovane, lo aveva incoraggiato. Ebbero inizio così una fitta corrispondenza e un rapporto di amicizia che durerà nel tempo. In una delle prime lettere scritte al nuovo amico, datata 30 aprile 1817, il giovane Leopardi sfogherà il suo malessere non con atteggiamento remissivo, ma polemico e aggressivo:
Egli vuole uscire da quel "centro dell'inciviltà e dell'ignoranza europea" perché sa che al di fuori c'è quella vita alla quale egli si è preparato ad inserirsi con impegno e con studio profondo.
Nell'estate 1817 fissa le prime osservazioni all'interno di un diario di pensiero che prenderà poi il nome di Zibaldone, in dicembre si innamorerà della cugina, provando per la prima volta il sentimento d'amore. Pietro Giordani riconosce l'abilità di scrittura di Leopardi e lo incita a dedicarsi alla scrittura; inoltre lo presenta all'ambiente del periodico «Biblioteca Italiana» e lo fa partecipare al dibattito culturale tra classicisti e romantici. Leopardi difende la cultura classica e ringrazia Dio di aver incontrato Giordani che reputa l'unica persona che riesce a comprenderlo.

#### Primo amore
(Il primo amore, v.3)

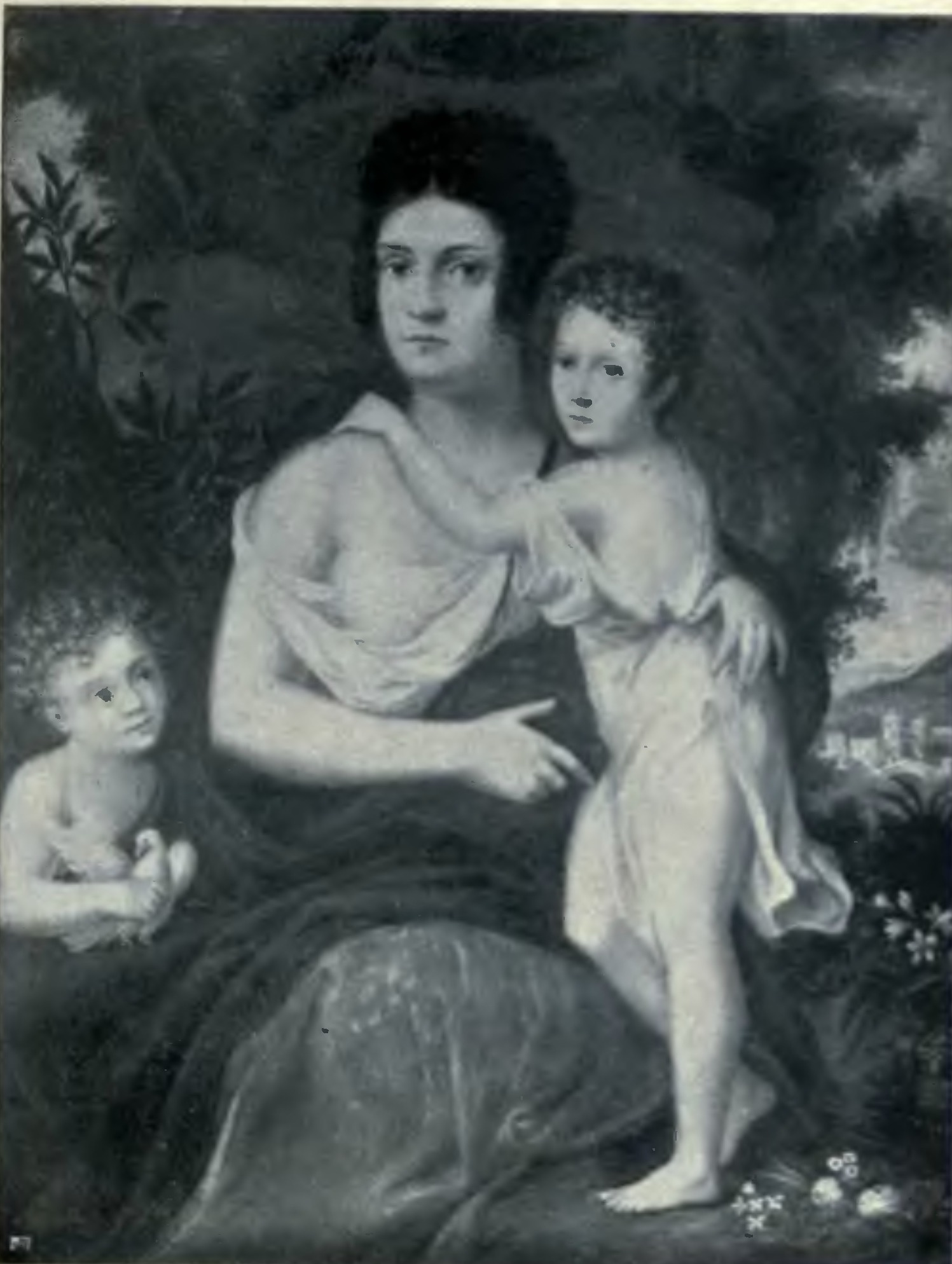
Geltrude Cassi Lazzari con i figli, illustrazione di Giuseppe Chiarini per la Vita di Giacomo Leopardi (1905)

Nel luglio del 1817 Leopardi iniziò a compilare lo Zibaldone, nel quale registrerà fino al 1832 le sue riflessioni, le note filologiche e gli spunti di opere.
Lesse la vita di Alfieri e compilò il sonetto "Letta la vita scritta da esso" che toccava i temi della gloria e della fama. Alla fine del 1817 un altro avvenimento lo colpì profondamente: l'incontro, nel dicembre dello stesso anno, con Geltrude Cassi Lazzari, una cugina di Monaldo, che fu ospite presso la famiglia per alcuni giorni, e per la quale Giacomo provò un amore inespresso. Egli scrisse in questa occasione il "Diario del primo amore" e l'"Elegia I", che verrà in seguito inclusa nei "Canti" con il titolo "Il primo amore".

### Presa di posizione anti-romantica
Fra il 1816 e il 1818 la posizione di Leopardi verso il Romanticismo, che stava suscitando in quegli anni forti polemiche e aveva ispirato la pubblicazione del Conciliatore, va maturando e se ne possono avvertire le tracce in numerosi passi dello Zibaldone e in due saggi, la Lettera ai Sigg. compilatori della "Biblioteca italiana", scritta nel 1816 in risposta a quella di Madama de Staël, e il Discorso di un italiano attorno alla poesia romantica, scritto in risposta alle Osservazioni di Di Breme sul Giaurro di Byron.
Le due opere mostrano l'avversione, sul piano più strettamente concettuale, al Romanticismo. La posizione di Leopardi rimane fondamentalmente montiana e neoclassica. Tuttavia, come si vedrà, quello che professava sulla pagina critica si rivelerà, poi, profondamente diverso dai risultati ottenuti nella poesia dove i temi e lo spirito saranno, invece, perfettamente in sintonia con la mentalità romantica.
Aveva, intanto, scritto le due canzoni ispirate a motivi patriottici All'Italia e Sopra il monumento di Dante, che stanno ad attestare il suo spirito liberale e la sua adesione a quel tipo di letteratura di impegno civile che aveva appreso dal Giordani.
Il suo materialismo ateo si pone in contrapposizione al Romanticismo cattolico predominante, dal quale lo separavano notevolmente anche il suo rifiuto di ogni speranza di progresso nella conquista della libertà politica e dell'unità nazionale, la sua mancanza di interesse per una visione storicistica del passato e per le esigenze di popolarità e di realismo nei contenuti e nella lingua.

### Prima fase dell'ideologia leopardiana
(Giacomo Leopardi, L'infinito, v.15)

Nel 1819 si riacutizzarono i problemi agli occhi. Tra il luglio e l'agosto, ormai maggiorenne, progettò la fuga e cercò di procurarsi un passaporto per il Regno Lombardo-Veneto da un amico di famiglia, il conte Saverio Broglio d'Ajano, ma il padre lo venne a sapere e il progetto di fuga fallì. Se mai avesse lasciato la casa paterna senza il permesso della famiglia, avrebbe dovuto mantenersi a proprie spese. Fu nei mesi di depressione che seguirono che Leopardi elaborò le prime basi della sua filosofia e, riflettendo sulla vanità delle speranze e l'ineluttabilità del dolore, scoprì la nullità delle cose e del dolore stesso. Iniziò intanto la composizione di quei canti che verranno in seguito pubblicati con il titolo di Idilli e scrisse L'infinito, La sera del dì di festa, Alla luna (originariamente, i titoli di queste ultime erano La sera del giorno festivo e La ricordanza), La vita solitaria, Il sogno, Lo spavento notturno. Sono i cosiddetti "primi idilli" o "piccoli idilli". Qui confluirono i rimpianti per la giovinezza perduta e la presa di coscienza dell'impossibilità di essere felici.

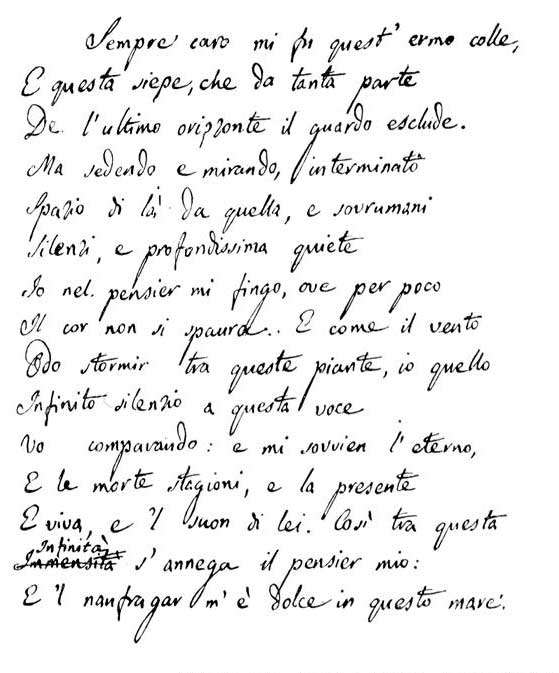
Manoscritto autografo de L'infinito. (Visso, Archivio comunale)

### Soggiorno a Roma e ritorno a Recanati

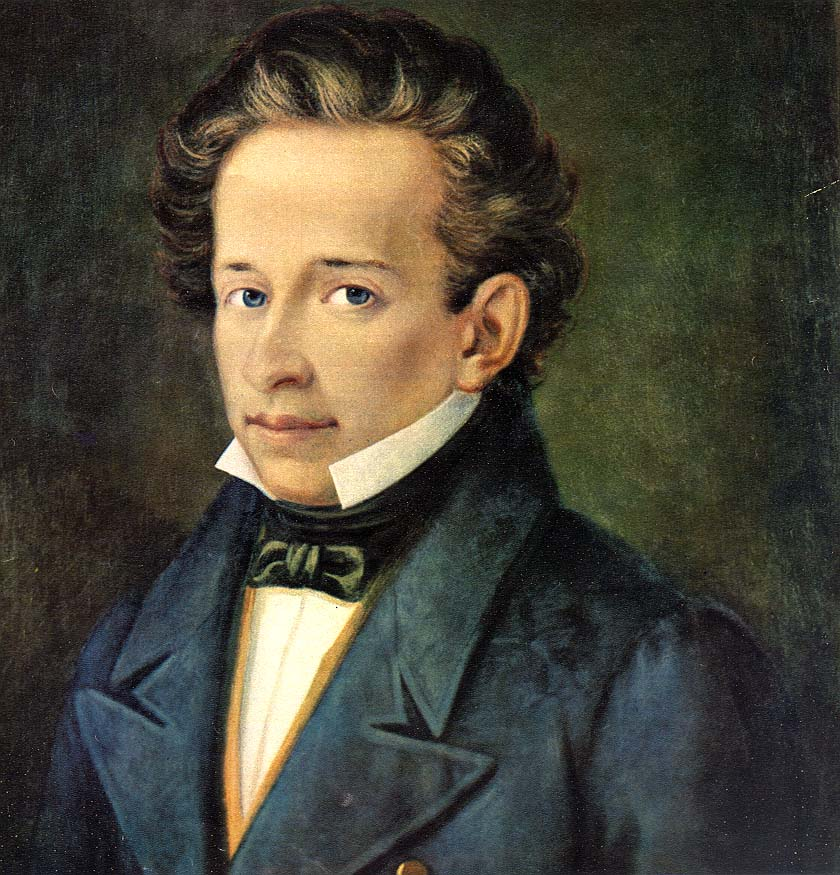
A. Ferrazzi, Ritratto di Giacomo Leopardi, 1820 circa, olio su tela, Recanati, Palazzo Leopardi

Nell'autunno del 1822 ottenne dai genitori il permesso di recarsi a Roma, dove rimase dal novembre all'aprile dell'anno successivo, ospite dello zio materno, Carlo Antici. A Leopardi Roma apparve squallida e modesta al confronto con l'immagine idealizzata che egli si era figurata studiando i classici. Lo colpirono la corruzione della Curia e l'alto numero di prostitute, che gli fece abbandonare l'immagine idealizzata della donna, come scrive in una lettera al fratello Carlo del 6 dicembre.
Rimase invece entusiasta della tomba di Torquato Tasso, al quale si sentiva accomunato dall'innata infelicità (verso il Tasso, che renderà protagonista di una delle Operette morali, sarà debitore a livello stilistico e nella scelta di alcuni nomi più famosi dei suoi componimenti, come "Nerina" e "a Silvia", tratti dall'Aminta).
Nell'ambiente culturale romano Leopardi visse isolato e frequentò solamente studiosi stranieri, tra cui Christian Bunsen (ministro del regno di Prussia e poi fondatore dell'Istituto archeologico germanico) e Barthold Niebuhr; quest'ultimo si interessò per farlo entrare nella carriera dell'amministrazione pontificia, ma Leopardi rifiutò.
Il 31 gennaio del 1823, nella Basilica dei Santi XII Apostoli in Roma, ascoltò l'orazione funebre per la morte di Antonio Canova, scritta e declamata da Melchiorre Missirini, già segretario dello scultore. Leopardi criticò l'orazione, ma tra lui e Missirini nacque comunque una duratura amicizia, testimoniata anche dai rispettivi epistolari.
Nell'aprile del 1823 Leopardi ritornò a Recanati dopo aver constatato che il mondo al di fuori di esso non era quello da lui sperato. Tornato a Recanati, Leopardi si dedicò alle canzoni di contenuto filosofico o dottrinale e, tra il gennaio e il novembre del 1824, compose buona parte delle Operette morali.

### Lontano da Recanati: Milano, Bologna, Firenze, Pisa

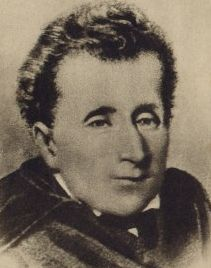
Ritratto di Leopardi a metà degli anni trenta, probabilmente una riproduzione in eliografia (o altri tipi) di un'incisione; in alternativa incisione realizzata con la tecnica della camera oscura da artista, tramite bulino. Recanati, casa Leopardi.

Nel 1825 il poeta, invitato dall'editore Antonio Fortunato Stella, si recò a Milano con l'incarico di dirigere l'edizione completa delle opere di Cicerone e altre edizioni di classici latini e italiani. A Milano, però, egli non rimase a lungo perché il clima gli era dannoso alla salute e l'ambiente culturale, troppo polarizzato intorno al Monti, gli recava noia.
Decise, così, di trasferirsi a Bologna dove visse (al numero 33 di via Santo Stefano), tranne una breve permanenza a Recanati nell'inverno del 1827, sino al giugno di quello stesso anno mantenendosi con l'assegno mensile dello Stella e dando lezioni private. Nell'ambiente bolognese Leopardi conobbe il conte Carlo Pepoli, patriota e letterato, al quale dedicò un'epistola in versi intitolata Al conte Carlo Pepoli, che lesse il 28 marzo 1826 nell'Accademia dei Felsinei. Nell'autunno iniziò a compilare, per ordine di Stella, una "Crestomazia", antologia di prosatori italiani dal Trecento al Settecento che venne pubblicata nel 1827 alla quale fece seguito, l'anno successivo, una "Crestomazia" poetica. Uscivano intanto presso Stella le Operette morali. Frequentò anche la casa del medico Giacomo Tommasini e strinse amicizia con la moglie Antonietta, patriota, e la figlia Adelaide (coniugata Maestri), sue ammiratrici, con la famiglia Brighenti e la cantante modenese Rosa Simonazzi Padovani.
Nel giugno dello stesso anno si trasferì a Firenze, dove conobbe il gruppo di letterati appartenenti al circolo Vieusseux tra i quali Gino Capponi, Giovanni Battista Niccolini (amico e corrispondente di Ugo Foscolo esule a Londra), Pietro Colletta, Niccolò Tommaseo e anche Alessandro Manzoni, che si trovava a Firenze per rivedere dal punto di vista linguistico i suoi Promessi Sposi. Divenne amico particolarmente del Colletta, ma fu in buoni rapporti anche con Capponi e Manzoni, sebbene quest'ultimo non condividesse le idee di Leopardi. Fu invece conflittuale il rapporto con Tommaseo, cattolico liberale, ma fortemente avverso al razionalismo e al materialismo, il quale giunse a provare una forte avversione personale per Leopardi, attaccandolo ripetutamente su vari giornali (anche se riconosceva l'abilità stilistica nella prosa); Tommaseo arrivò a denigrare Leopardi per il suo aspetto fisico (cosa che farà, però solo in lettere private rivolte ad altri, anche il Capponi stesso irritato per la Palinodia). Leopardi risponderà nel 1836 con un epigramma diretto contro Tommaseo, oltre che nell'ottava strofa della detta Palinodia. Al marchese Gino Capponi (1835).
Nel novembre del 1827 si recò a Pisa, dove rimase fino alla metà del 1828. Grazie all'inverno mite, la sua salute migliorò e Leopardi tornò alla poesia, che taceva dal 1823 (con l'eccezione della poco riuscita epistola in versi Al conte Carlo Pepoli e del Coro di morti nello studio di Federico Ruysch contenuto nel Dialogo di Federico Ruysch e delle sue mummie delle Operette morali); compose la canzonetta in strofe metastasiane Il risorgimento e il canto A Silvia, inaugurando il periodo creativo detto dei Canti "pisano-recanatesi", chiamati anche "grandi idilli", in cui il poeta si cimenta nella cosiddetta canzone libera o leopardiana, il cui primo sperimentatore era stato Alessandro Guidi, dalla cui lettura ne era venuto a conoscenza.

### Ritorno a Recanati
(Le ricordanze, vv. 1-2)
Il periodo di benessere era finito e il poeta, colpito nuovamente dalle sofferenze e dall'aggravarsi del disturbo agli occhi, fu costretto a sciogliere il contratto con Stella e già durante l'estate del '28 si recò a Firenze nella speranza di riuscire a vivere in modo indipendente. Chiese aiuto ad alcuni amici: Tommasini gli propose una cattedra di mineralogia e zoologia a Milano, ma il compenso era troppo basso e la materia poco consona alle conoscenze di Leopardi; Bunsen gli offrì la possibilità di una cattedra a Bonn o Berlino, ma il poeta dovette subito declinare l'invito, poiché il clima tedesco era troppo rigido e freddo per la sua salute malferma. Leopardi allora progettò di mantenersi con un lavoro qualsiasi, ma le sue condizioni di salute non gli permisero nemmeno questo e fu quindi costretto a ritornare a Recanati, dove rimase fino al 1830.
In questi «sedici mesi di notte orribile» Leopardi si dedicò nuovamente alla poesia e scrisse alcune delle sue liriche più importanti, tra cui Le ricordanze (la cui ultima parte è dedicata a una giovane recanatese morta poco prima, Maria Belardinelli, da Leopardi chiamata Nerina), La quiete dopo la tempesta, Il sabato del villaggio, Il passero solitario (forse su un abbozzo giovanile) e il Canto notturno di un pastore errante dell'Asia. Queste poesie, a lungo denominate dai critici "grandi idilli" o anche "secondi idilli", sono ora conosciute, insieme ad A Silvia anche come "canti pisano-recanatesi". In questo periodo l'insofferenza per la sua città natale, da lui definita "natio borgo selvaggio", aumenta, proporzionalmente all'avversione per i recanatesi (gente zotica, vil), che lo ritenevano un intellettuale superbo, tanto che anche i ragazzini del paese, secondo testimonianze postume, cantavano in sua presenza canzoncine denigranti del tipo: "Gobbus esto / fammi un canestro, / fammelo cupo / gobbo fottuto".

### A Firenze dal 1830 al 1833
(A se stesso, vv. 2-3)

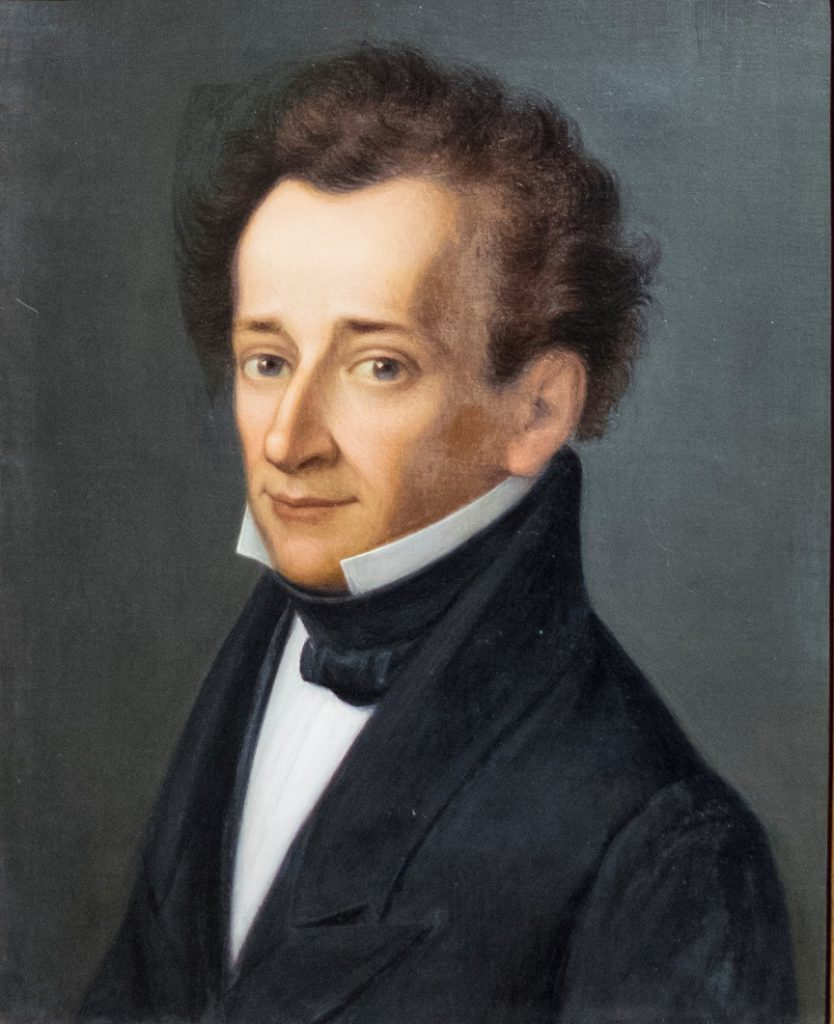
Ritratto di Leopardi eseguito da Giovanni Gallucci, Museo Civico di Recanati

Intanto, nell'aprile del 1830, il Colletta, al quale il poeta scriveva della sua vita infelice, gli offrì, grazie a una sottoscrizione degli "amici di Toscana", l'opportunità di tornare a Firenze, dove il 27 dicembre 1831 fu eletto socio dell'Accademia della Crusca. Nel febbraio del '30 l'Accademia della Crusca indice un premio letterario a cui Leopardi partecipa con le Operette morali, le quali però ottengono la preferenza del solo Gino Capponi. Il premio viene vinto dalla Storia d'Italia di Carlo Botta.
Per mantenersi accettò la sottoscrizione e progettò un giornale che avrebbe curato quasi da solo, Lo spettatore fiorentino, ma che non realizzerà a causa della burocrazia e del timore della censura. Nello stesso 1831 a Firenze curò la prima edizione dei suoi versi recante il titolo di Canti, partecipò ai convegni dei liberali fiorentini e strinse infine una salda amicizia con Antonio Ranieri, giovane napoletano esule e massone, futuro senatore del Regno d'Italia, che durerà fino alla morte. Nel 1831, grazie alla fama di personalità liberale, fu eletto deputato dell'assemblea del governo provvisorio di Bologna (sorto dai moti del 1831), su designazione del Pubblico Consiglio di Recanati, ma non fa in tempo ad accettare la nomina (da lui mai richiesta) che gli austriaci restaurano il governo pontificio. I genitori decidono infine di concedergli un modesto assegno mensile che gli permette di sopravvivere; Leopardi accetta ma, reputandolo umiliante, decide di non tornare mai più a Recanati.

#### Fanny Targioni Tozzetti e conclusione delleOperette

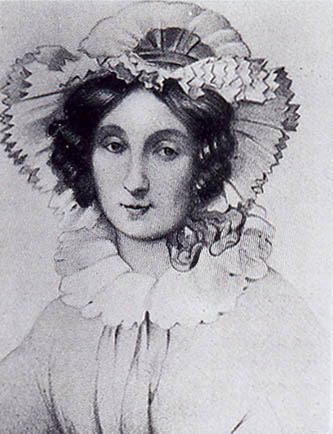
Fanny Targioni Tozzetti

Risale sempre a questo periodo la forte passione amorosa per Fanny Targioni Tozzetti (terzo e ultimo amore secondo i biografi, dopo Geltrude Cassi Lazzari e Teresa Malvezzi), moglie del medico fiorentino Antonio Targioni Tozzetti e forse amante di Ranieri, conclusasi in una delusione, che gli ispirò il cosiddetto "ciclo di Aspasia", una raccolta di cinque poesie scritte tra il 1831 e il 1835 e che contiene: Il pensiero dominante, Amore e morte, Consalvo (in cui l'amore è visto ancora positivamente), la drammatica e scarna A se stesso e Aspasia. In questa raccolta si manifestò il Leopardi più disilluso e disperato, orfano anche di quella tristezza nostalgica degli Idilli, nella perdita dell'ultima illusione che gli era rimasta, quella dell'amore (l'inganno estremo). Aspasia, seppur piena di rancore e sarcasmo contro Fanny, è considerata l'unica poesia d'amore (seppur per un amore ormai finito) scritta per una donna che egli frequentò realmente e intimamente, anche se solo in maniera romantica e intellettiva (per parte di lui; lei lo descrisse sempre come un amico e dopo la morte come una persona "disgraziata" a cui non voleva dare alcuna illusione); tuttavia nei primi versi, contenenti la descrizione fisica e caratteriale della Targioni, presentata come una "donna fatale", si nota anche una tensione erotica molto rara in Leopardi, il quale ribadisce ripetutamente il fascino esteriore esercitato dalla nobildonna. L'identificazione della donna con l'Aspasia poetica è data, più che dalle lettere di Leopardi, dalle affermazioni di Ranieri nei Sette anni di sodalizio e da alcune lettere tra lui e la Targioni Tozzetti. Tuttavia, se Aspasia accenna anche a toni polemici e misogini, in cui Leopardi si dice felice di essersi perlomeno liberato della dipendenza affettiva verso l'amica, che descrive quasi come un servilismo morale di cui si vergogna, un "giogo" ormai spezzato, in una lettera a Fanny dei primi tempi si scorgono invece le riflessioni sull'amore e la morte del periodo, che trovano l'esatta corrispondenza con alcuni versi di Consalvo e con Amore e morte: 
(Lettera da Roma, 6 agosto 1832)
(Consalvo, vv. 102)
Lo spostamento del Consalvo nei Canti molto precedenti al ciclo, avvenuto dall'edizione napoletana, ha fatto pensare che il personaggio di Elvira sia ispirato anche a Teresa Malvezzi e non solo a Fanny. Per circa quattro anni frequenta molto spesso casa Targioni, cercando di avvicinarsi alla padrona di casa procurandole moltissimi autografi di scrittori e personaggi famosi, che lei collezionava. In questo periodo Leopardi diviene amico anche della contessa Carlotta Lenzoni de' Medici di Ottajano, affascinata dalla grandezza intellettuale del poeta e conosciuta nel 1827, ma poi se ne allontanò. Secondo un'opinione minoritaria, la donna descritta negativamente come Aspasia sarebbe stata Lenzoni.
Nell'autunno del 1831 si recò a Roma con Ranieri per poi tornare a Firenze nel 1832; nel corso di questo anno scrisse i due ultimi dialoghi delle "Operette", Il Dialogo di un venditore d'almanacchi e di un passeggere e il Dialogo di Tristano e di un amico. Continuò a corrispondere epistolarmente per un periodo con la Targioni Tozzetti, seppure in maniera più fredda e distaccata.

### Anni a Napoli (1833-1837)
Quando Ranieri tornò a Napoli, tra i due iniziò una fitta corrispondenza che ha fatto numerosi studiosi ritenere che tra Leopardi e Ranieri vi fosse un rapporto amoroso.
Pietro Citati però ritiene che si sarebbe trattato di un semplice e intenso affetto "platonico" assai diffuso nel XIX secolo, senza traccia di omosessualità, come quello rivolto a suo tempo al Giordani.

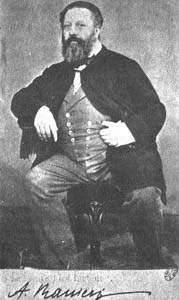
Antonio Ranieri, tra gli anni '40 e '60

In una di queste lettere il poeta scrive a Ranieri:
Nel settembre del 1833 Leopardi, dopo aver ottenuto il modesto assegno dalla famiglia, partì per Napoli con Ranieri, sperando che il clima mite di quella città potesse giovare alla sua salute. Sugli anni a Napoli, Antonio Ranieri dichiarò:
Pare infatti che la padrona di casa volesse cacciarli, per timore che Leopardi fosse portatore di tubercolosi polmonare infettiva; Leopardi sosteneva, invece, che la donna volesse rubargli oggetti di sua proprietà, mentre Ranieri credeva che soffrisse di paranoie e non ci faceva caso.
Nell'aprile 1834 Leopardi ricevette visita da August von Platen, che nel suo diario scrisse:

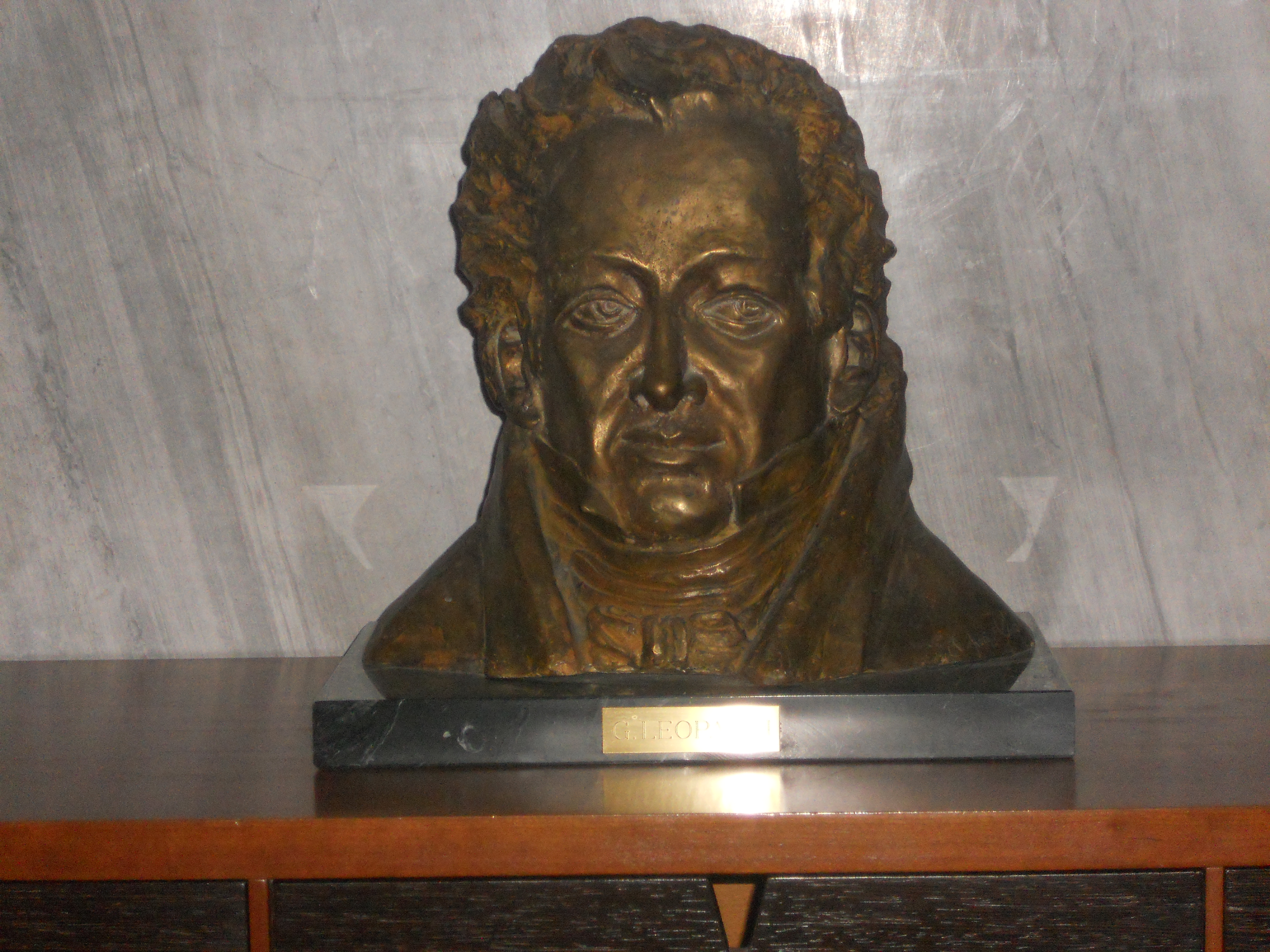
Busto del poeta presente a Villa Doria d'Angri

Intanto le Operette morali subirono una nuova censura da parte delle autorità borboniche, a cui seguì la messa all'Indice dei libri proibiti dopo la censura pontificia, a causa delle idee materialiste esposte in alcuni "dialoghi". Leopardi così ne parlava in una lettera a Luigi De Sinner: «La mia filosofia è dispiaciuta ai preti, i quali e qui e in tutto il mondo, sotto un nome o sotto un altro, possono ancora e potranno eternamente tutto».
Durante gli anni trascorsi a Napoli si dedicò alla stesura dei Pensieri, che raccolse probabilmente tra il 1831 e il 1835 riprendendo molti appunti già scritti nello Zibaldone, e riprese i Paralipomeni della Batracomiomachia che, iniziati nel 1831, aveva interrotto. A quest'ultima opera lavorò fino agli ultimi giorni di vita, assistito dal Ranieri. Di quest'opera incompiuta, in ottave, ampiamente influenzata sia dalla pseudo-omerica Batracomiomachia (che già Leopardi aveva tradotta in gioventù, e di cui continua la trama) che dal poema Gli animali parlanti di Giovanni Battista Casti, rimane autografo solo il primo canto. Ranieri affermò sempre che i successivi sette, di sua mano, furono scritti sotto dettatura di Leopardi. Le ultime ottave sarebbero state dettate da Leopardi morente poco dopo aver terminato l'ultima poesia, Il tramonto della luna. Tuttavia, alla luce del fatto che Ranieri investì soldi dopo la morte del poeta per farli pubblicare (peraltro con poco successo finanziario), alcuni hanno espresso dubbi.
Nel 1836, quando a Napoli scoppiò un'epidemia di colera, Leopardi si recò con Ranieri e la sorella di questi, Paolina, nella Villa Ferrigni a Torre del Greco, dove rimase dall'estate di quell'anno al febbraio del 1837 e dove scrisse La ginestra o il fiore del deserto. Paolina Ranieri assistì personalmente, con profondo affetto, Leopardi nei suoi ultimi anni, all'aggravamento delle sue condizioni fisiche. Paolina (1817-1878) fu «l'unica donna che lo amò, sebbene si trattasse di un amore fraterno». Benché Ranieri in seguito cercò di sostenere il contrario, Leopardi in questi anni mantenne economicamente Paolina e Antonio con la scarsa rendita inviatagli dal padre.
A Napoli, nonostante la salute in peggioramento, Leopardi lavorava incessantemente componendo liriche e satire. Non seguendo le raccomandazioni dei medici, conduceva una vita abbastanza sregolata per una persona dalla salute fragile come la sua: dormiva di giorno, si alzava il pomeriggio e stava sveglio di notte; mangiava molti dolci (particolarmente sorbetti e gelati), talvolta frequentava la mensa pubblica (anche durante il periodo del colera) e beveva moltissimi caffè.

#### La morte

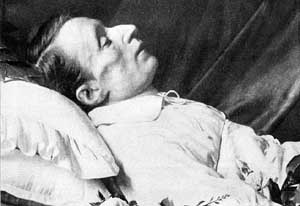
Leopardi sul letto di morte, 1837, ritratto a matita di Tito Angelini, anch'esso simile alla maschera mortuaria e quindi molto realistico e verosimile

A Torre del Greco egli compose gli ultimi Canti: La ginestra o il fiore del deserto (il suo testamento poetico, nel quale si coglie l'invocazione a una fraterna solidarietà contro l'oppressione della natura) e Il tramonto della luna (compiuto solo poche ore prima di morire). Progettava anche di tornare a Recanati per vedere il padre, o di partire per la Francia. Leopardi aveva infatti intenzione di riconciliarsi umanamente col padre di persona: il tono delle lettere a Monaldo diventò molto affettuoso negli ultimi tempi, dal formale e nobiliare "signor padre" e al voi delle lettere giovanili passò all'incipit "carissimo papà" e al tu. In questo periodo cominciò a ignorare le prescrizioni, pensando che non potesse comunque decidere il suo destino. In una lettera al conte Leopardi, una delle ultime di Giacomo, il poeta avverte la morte come imminente e spera che avvenga, non sopportando più i suoi mali.
Nel febbraio del 1837 ritornò a Napoli con Ranieri e la sorella, ma le sue condizioni si aggravarono verso maggio, anche se non in modo tale da far sospettare ai medici o a Ranieri il reale stato di salute.
Il 14 giugno di quell'anno, Leopardi si sentì male al termine di un pranzo (che abitualmente consumava all'inconsueto orario delle 17); quel pomeriggio, aveva divorato circa un chilo e mezzo di confetti cannellini, comprati da Paolina Ranieri in occasione dell'onomastico di Antonio, e bevuto una cioccolata, poi una minestra calda e una limonata (o granita fredda) verso sera.
Fu colpito da malore poco prima di partire per Villa Carafa d'Andria Ferrigni, come era stato programmato: nonostante l'intervento del medico, l'asma peggiorò e poche ore dopo il poeta morì. Secondo la testimonianza di Antonio Ranieri, Leopardi si spense alle ore 21 fra le sue braccia. Le sue ultime parole furono "Addio, Totonno, non veggo più luce".
La morte fu dichiarata all'ufficio dello stato civile il giorno successivo da Giuseppe e Lucio Ranieri, i quali fecero registrare l'indirizzo del decesso (vico Pero 2, nel territorio della parrocchia della SS. Annunziata a Fonseca) e indicarono che il fatto era avvenuto "alle ore venti".
Tre giorni dopo il decesso, Antonio Ranieri pubblicò un necrologio sul giornale Il Progresso.
La morte del poeta è stata analizzata da studiosi di medicina già a partire dall'inizio del XX secolo. Molte sono state le ipotesi, dalla più accreditata (pericardite acuta con conseguente scompenso, oppure scompenso cardiorespiratorio dovuto a cuore polmonare e cardiomiopatia, seguite a problemi polmonari e reumatici cronici) a quelle più fantasiose (cibo avariato, congestione, coma diabetico o indigestione), fino al colera stesso.). Nessuna delle tesi alternative, tuttavia, è riuscita a smentire il referto ufficiale diffuso dall'amico Antonio Ranieri: idropisia polmonare.

#### Questione della sepoltura
Leopardi era morto all'età di quasi 39 anni, in un periodo in cui il colera stava colpendo la città di Napoli. Grazie ad Antonio Ranieri, che fece interessare della questione prima l'ex Ministro degli Interni marchese di Pietracatella, e poi il ministro di Polizia del Regno, Francesco Saverio del Carretto (unico a poter concedere una deroga), le sue spoglie (secondo la versione accettata dalla maggioranza dei biografi) non furono gettate in una fossa comune, come le severe norme igieniche richiedevano a causa dell'epidemia, ma inumate prima nella cripta e poi (nel 1844, dopo una breve riesumazione alla presenza di Ranieri, che volle anche aprire la cassa) nell'atrio della chiesa di San Vitale Martire (oggi Chiesa del Buon Pastore), sulla via di Pozzuoli presso Fuorigrotta. La lapide, spostata poi con la tomba, fu dettata da Pietro Giordani:
filologo ammirato fuori d'Italia

scrittore di filosofia e di poesie altissimo

da paragonare solamente coi greci

che finì di XXXIX anni la vita

per continue malattie miserissima

fece Antonio Ranieri

per sette anni fino all'estrema ora congiunto

all'amico adorato MDCCCXXXVII
»
 Il ministro avrebbe accettato la richiesta del Ranieri solo dopo che un chirurgo (non il medico curante Mannella) ebbe eseguita una sorta di sommaria autopsia, per poter dichiarare che la morte non fu dovuta a colera. Fin dall'inizio il racconto di Ranieri era apparso pieno di contraddizioni e molti furono i dubbi su quanto aveva dichiarato, perché le sue versioni furono diverse a seconda dell'interlocutore, facendo sospettare che il corpo del poeta fosse finito nelle fosse comuni del cimitero delle Fontanelle, o in quello dei colerosi (o nell'attiguo cimitero delle 366 Fosse), destinati in quel periodo ai morti per colera o per altre cause, come attesta il registro delle sepolture della chiesa della SS. Annunziata a Fonseca di Napoli (riportante la dicitura "cimitero dei colerosi" e "sepolto id.") o addirittura occultate nella casa di vico Pero e che Ranieri avesse inscenato, per un motivo recondito, un funerale a bara vuota, con la partecipazione dei suoi fratelli, del chirurgo e di un parroco compiacente, a cui avrebbe regalato dei pesci freschi.

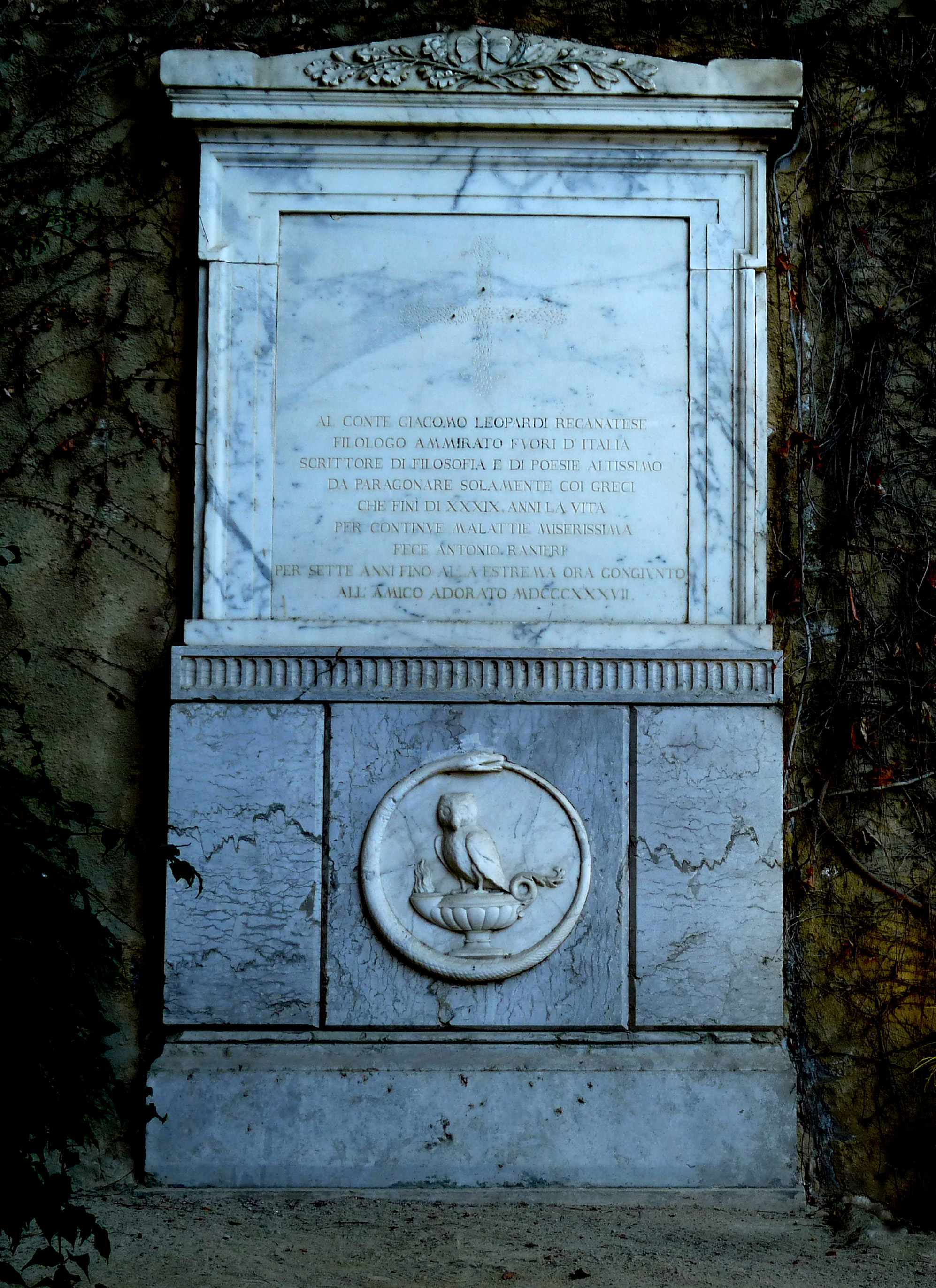
La lapide originale, traslata nel parco Vergiliano

Ranieri continuò ad affermare che le ossa erano nell'atrio della chiesa di San Vitale e che il certificato d'inumazione fosse un falso, redatto dal parroco su richiesta del ministro di Polizia onde aggirare la legge sulle sepolture in tempo di epidemia. Nel 1898 avvenne una prima ricognizione; secondo il senatore Mariotti, smentito da altri, durante i lavori di restauro di alcuni anni prima un muratore aveva rotto inavvertitamente la cassa, danneggiata dalla troppa umidità, frantumando le ossa e provocando la perdita di parte dei resti contenuti, che forse erano stati gettati nell'ossario comune o addirittura con i calcinacci, mescolando i resti con altre ossa.

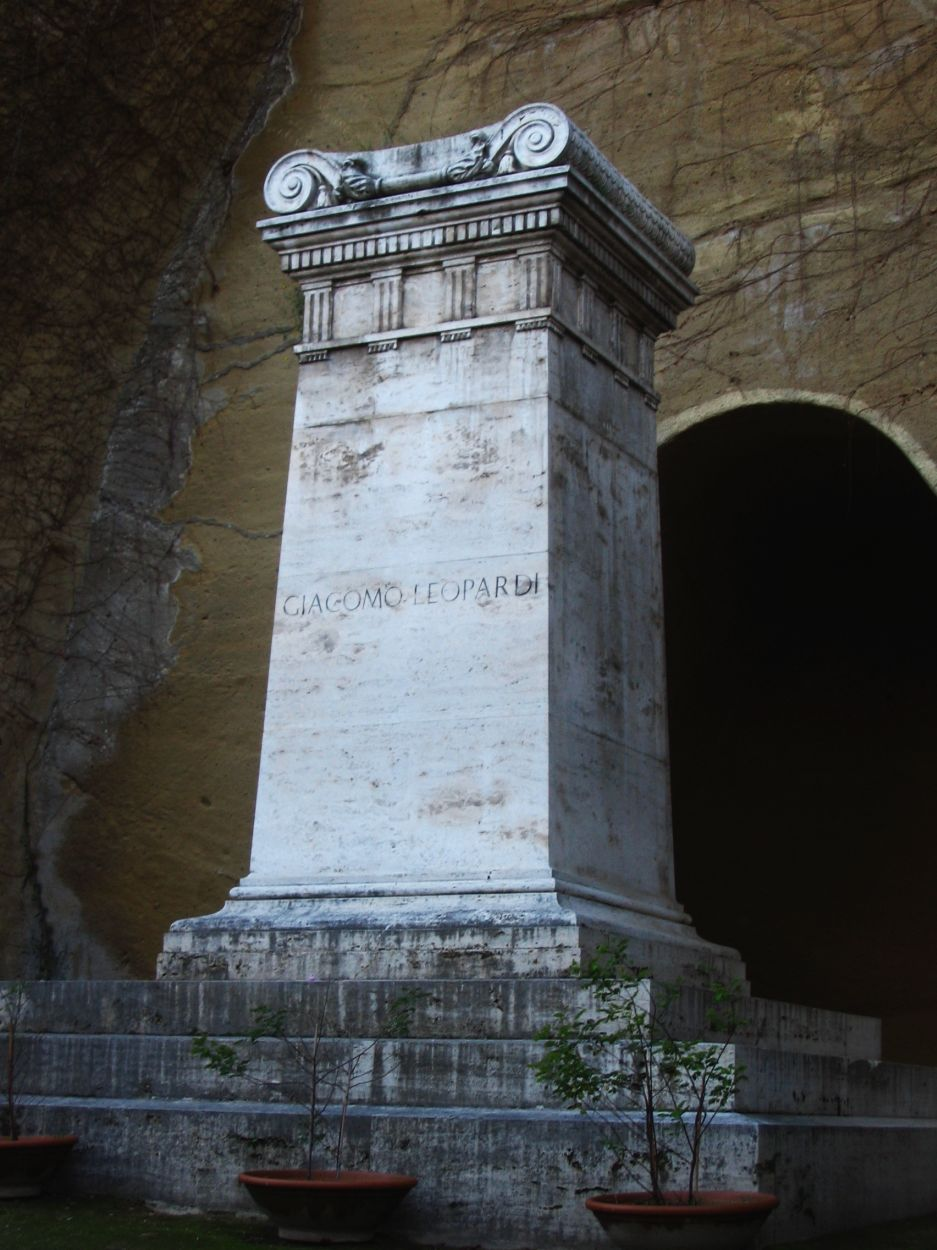
La tomba di Leopardi (Parco Vergiliano a Piedigrotta o Parco della Tomba di Virgilio, Napoli)

Il 21 luglio 1900, alla presenza dei rappresentanti regi e del comune di Napoli, venne effettuata la ricognizione ufficiale delle spoglie del recanatese: nella cassa (un mobile adattato allo scopo clandestino dai fratelli Ranieri), troppo piccola per contenere lo scheletro di un uomo con doppia gibbosità, vennero rinvenuti soltanto frammenti d'ossa (tra cui residui delle costole, vertebre recanti segni di deformità, un femore sinistro intero, forse troppo lungo per una persona di bassa statura, e un altro femore a pezzi), una tavola di legno (con cui gli operai avevano tentato di riparare il danno alla cassa), una scarpa col tacco e alcuni stracci, mentre nessuna traccia vi era del cranio e del resto dello scheletro, per cui in seguito si arrivò anche a formulare la teoria di un suo trafugamento da parte di studiosi lombrosiani di frenologia amici del Ranieri.
Nonostante i dubbi, la questione venne ben presto chiusa. Secondo l'incaricato professor Zuccarelli, era plausibile che quelli fossero parte dei resti di Leopardi: il medico disse di aver rinvenuto una parte di rachide e una di sterno, entrambe deviate. Alcuni, pur pensando a un'effettiva morte per colera, credettero che Ranieri fosse riuscito davvero nell'intento di salvare il corpo dalla fossa comune corrompendo, se non il ministro, perlomeno dei funzionari incaricati. La scarpa ritrovata, o quello che ne rimaneva, venne poi acquistata dal tenore Beniamino Gigli, concittadino di Leopardi, e donata alla città di Recanati.
Dopo vari tentativi di traslare i presunti resti a Recanati, o a Firenze nella basilica di Santa Croce accanto a quelli di grandi italiani del passato, nel 1939 la cassa, per volontà di Benito Mussolini che esaudì una richiesta dell'Accademia d'Italia, con regio decreto di Vittorio Emanuele III che ne stabiliva l'identificazione venne riesumata di nuovo e spostata al Parco Vergiliano a Piedigrotta (altrimenti detto Parco della tomba di Virgilio), nel quartiere Mergellina (luogo poi dichiarato monumento nazionale), dove tuttora sorge il secondo sepolcro del poeta, eretto quello stesso anno. Nei pressi venne traslata la lapide originale, mentre parte del monumento fu portata a Recanati. Questa versione è quella sostenuta ufficialmente dal Centro Nazionale Studi Leopardiani.
Nel 2004 lo studioso leonardiano Silvano Vinceti, che si è occupato della riesumazione e della identificazione dei resti di Caravaggio, Boiardo, Pico della Mirandola e Monna Lisa), chiese di fare la terza riesumazione, onde verificare se quei resti siano davvero di Leopardi tramite l'esame del DNA e del mtDNA, comparato con quello degli attuali eredi dei conti Leopardi (Vanni Leopardi e la figlia Olimpia, discendenti diretti di Pierfrancesco, fratello minore del poeta) e dei marchesi Antici. La richiesta però fu respinta sia dalla Soprintendenza sia dalla famiglia Leopardi (tramite la contessa Anna del Pero-Leopardi, vedova del conte Pierfrancesco "Franco" Leopardi e madre di Vanni).
La posizione ufficiale della famiglia Leopardi, esplicitata dal 1898 in poi e della Fondazione Casa Leopardi da loro presieduta (di cui è stato presidente fino al 2019 il conte Vanni Leopardi), è invece che i resti nel parco Vergiliano non siano del poeta e che Ranieri abbia mentito, che il corpo si trovi alle Fontanelle e che quindi la riesumazione sia inutile, dovendo altresì rispettare la tomba-cenotafio lì situata. Nel 2014 un altro membro della famiglia, chiamato anche lui Pierfrancesco, si è invece detto disponibile , ma tale esame non è stato finora autorizzato.

## Poetica e pensiero
(Giovanni Papini, Felicità di Giacomo Leopardi (1939))

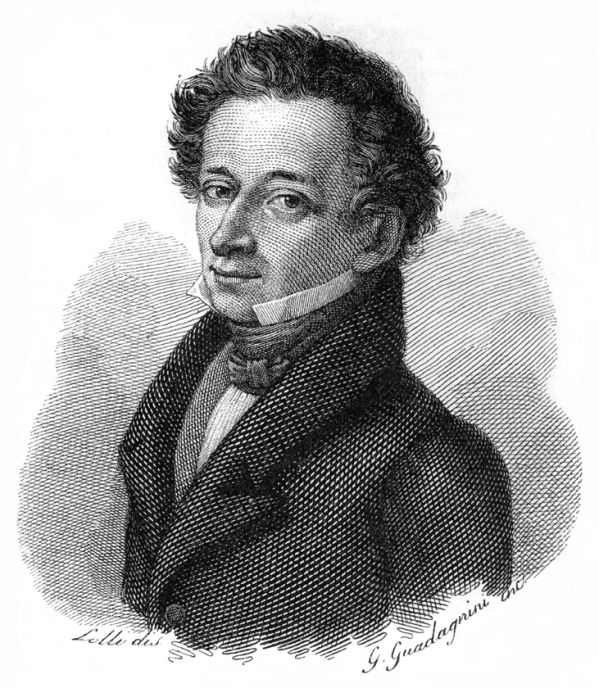
Giacomo Leopardi, incisione su rame di Gaetano Guadagnini (1830), dal ritratto di Luigi Lolli del 1826 (base per molti ritratti postumi, tra cui l'olio su tela esposto alla pinacoteca comunale di Recanati)

Il pensiero di Leopardi è caratterizzato, attraverso le fasi del suo pessimismo, dall'ambivalenza tra l'aspetto lirico-ascetico della sua poetica, che lo spinge a credere nelle «illusioni» e lusinghe della natura, e la razionalità speculativo-teorica presente nelle sue riflessioni filosofiche, che invece considera vane quelle illusioni, negando ad esse qualunque contenuto ontologico.
La contraddizione tra anelito alla vita e disillusione, tra sentimento e ragione, tra «filosofia del sì» e «filosofia del no», era del resto ben presente allo stesso Leopardi, il quale, secondo Karl Vossler, si adoperò costantemente per ricomporle, non rassegnandosi mai allo scetticismo, convinto che la vera filosofia dovesse in ogni caso mantenere i legami con l'immaginazione e la poesia. Come ha rilevato De Sanctis:
(Francesco De Sanctis, Schopenhauer e Leopardi, (1858))

## Luoghi leopardiani

### A Recanati

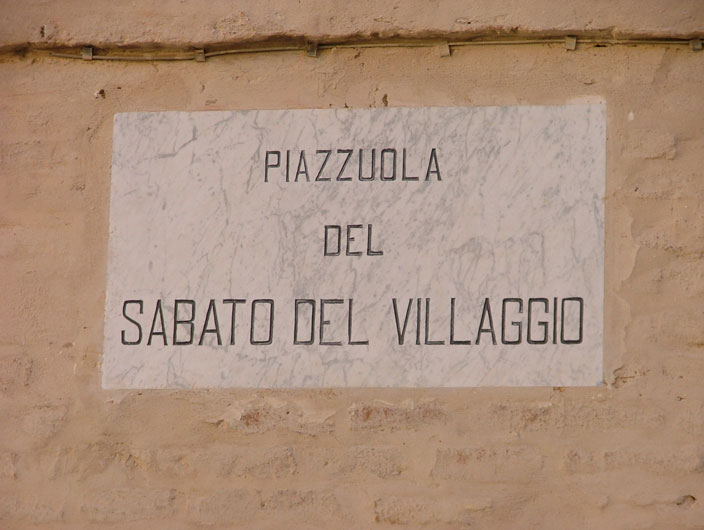
Targa della piazzuola del Sabato del Villaggio

- Palazzo Leopardi: è la casa natale del poeta. Tuttora il palazzo è abitato dai discendenti e aperto al pubblico. Esso venne ristrutturato nelle forme attuali dall'architetto Carlo Orazio Leopardi verso la metà del XVIII secolo. L'ambiente più suggestivo è senza dubbio la biblioteca, che custodisce oltre 20.000 volumi, tra cui incunaboli e antichi volumi, raccolti dal padre del poeta, Monaldo Leopardi.
- Piazzuola del Sabato del Villaggio: sulla quale si affaccia Palazzo Leopardi. Lì si trova la casa di Silvia e la chiesa di Santa Maria in Montemorello (XVI secolo), ove Giacomo fu battezzato il 30 giugno 1798.
- Colle dell'Infinito: è la sommità del Monte Tabor da cui si domina un panorama vastissimo verso le montagne e che ispirò l'omonima poesia composta dal poeta a soli 21 anni. All'interno del parco si trova il Centro Mondiale della Poesia e della Cultura, sede di convegni, seminari, conferenze e manifestazioni culturali. Il Colle dell'Infinito è diventato un Bene del Fai aperto a tutti.[160]
- Palazzo Antici-Mattei: casa della madre di Leopardi, Adelaide Antici Mattei, edificio dalle linee semplici ed eleganti con iscrizioni in latino.
- Torre del Passero Solitario: nel cortile del chiostro di Sant'Agostino è visibile la torre, decapitata da un fulmine e resa celebre dalla poesia Il passero solitario.
- Chiesa di San Leopardo (XIX secolo): venne fatta edificare dalla famiglia Leopardi insieme e nei pressi della villa affidando la progettazione all'architetto Gaetano Koch. La cripta, a cui si accede esternamente, è la tomba gentilizia della famiglia Leopardi.
- Chiesa di Santa Maria di Varano (XV secolo): costruita nel 1450 per i Minori Osservanti insieme al Convento annesso, dal 1873, cacciati i frati e abbattuti due lati del convento, l'orto divenne quello che ancora è il civico cimitero di Recanati. Vi si conserva ancora il pozzo di San Giacomo della Marca e affreschi nelle lunette del portico. All'interno è la tomba di famiglia dei Leopardi ove sono sepolti Monaldo e Paolina.[161][162]

### Altrove
- Spoleto, Albergo della Posta (corso Garibaldi), 17 novembre 1822.
- Palazzo Antici Mattei (Roma, via Michelangelo Caetani), dove fu ospite dal 23 novembre 1822 alla fine d'aprile 1823.
- Roma, tomba del Tasso in Sant'Onofrio al Gianicolo, "uno dei posti più belli della terra, in mezzo agli aranci e ai lecci".
- Bologna ("ospitalissima"), convento di San Francesco (piazza Malpighi), primo soggiorno bolognese (17-26 luglio 1825).
- Casa Badini (29 settembre-3 novembre 1826), vicino al teatro del Corso (oggi via Santo Stefano, 33) a Bologna ("tutto è bello, e niente magnifico").
- Locanda della Pace, via del Corso, a Bologna (26 aprile-20 giugno 1827).
- Casa dell'editore Anton Fortunato Stella (1757-1833), vicino al Teatro alla Scala a Milano ("veramente insociale") (30 luglio-26 novembre 1825).
- Ravenna ("qui si vive quietissimi"), ospite del marchese Antonio Cavalli (agosto 1826).
- Firenze, "sporchissima e fetidissima città", Locanda della Fonte, nei pressi del mercato del grano e di Palazzo Vecchio (21 giugno 1827 e giorni successivi).

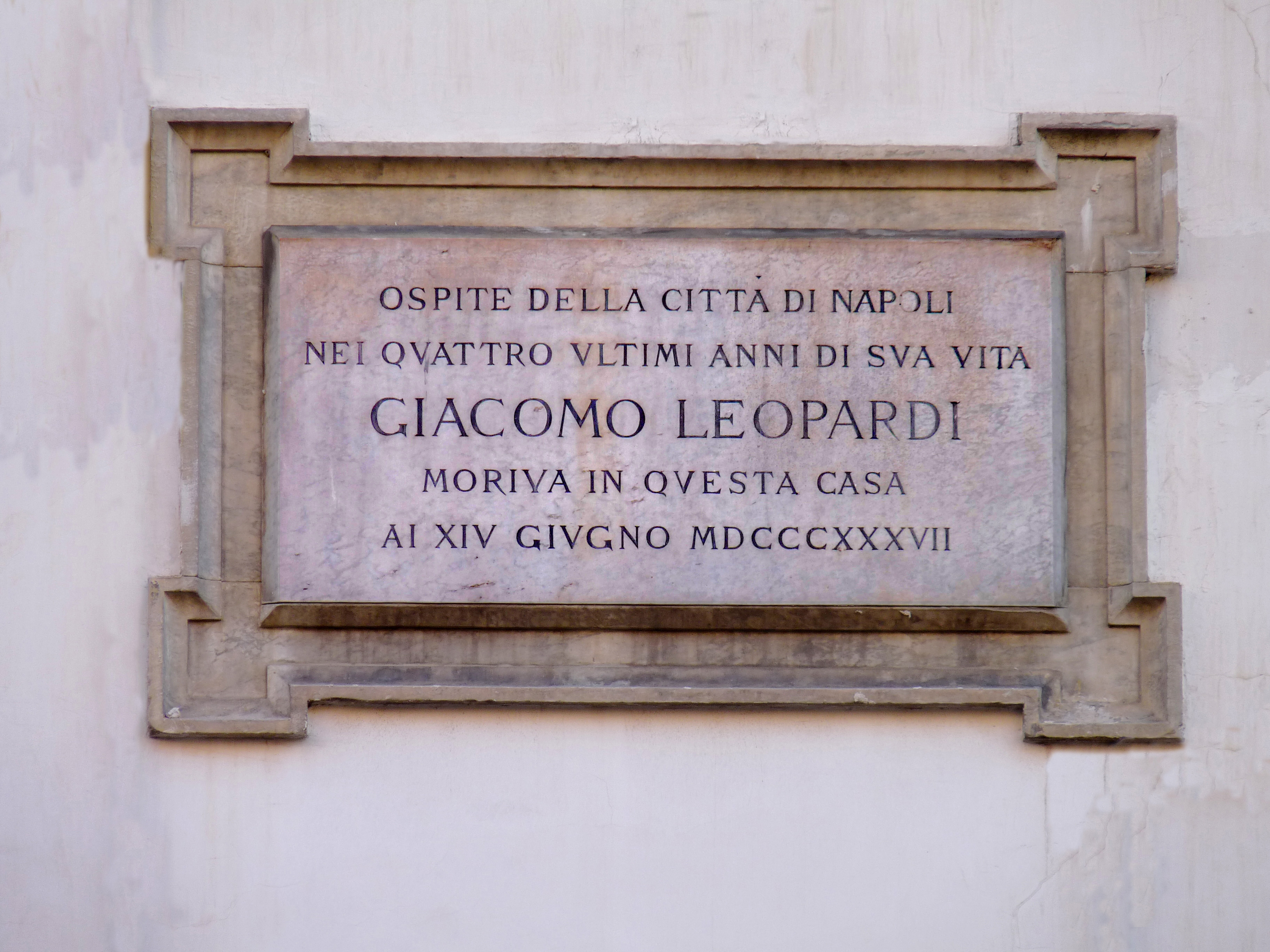
Targa sull'ultimo domicilio di Leopardi a Napoli

- Casa delle sorelle Busdraghi, via del Fosso (poi via Verdi), Firenze (giugno-novembre 1827).
- Palazzo Buondelmonti, abitazione di Giovan Pietro Vieusseux, a Firenze.
- Pisa ("una beatitudine"), via Fagiuoli (casa Soderini), 9 novembre 1827-8 giugno 1828.
- Il Lungarno pisano ("spettacolo così ampio, così magnifico, così gaio, così ridente, che innamora").
- "Una certa strada deliziosa" da lui battezzata "Via delle Rimembranze", dove va a passeggiare a Pisa (lettera a Paolina Leopardi del 25 febbraio 1828).
- Levane, Camucia e Perugia, novembre 1828, di passaggio.
- Roma ("città oziosa, dissipata, senza metodo"), via dei Condotti 81 ("spendo qui un abisso"), con Antonio Ranieri, da ottobre 1831 a marzo 1832.
- Napoli, piazza Ferdinando; poi Strada nuova di Santa Maria Ognibene (casa Cammarota); poi vico Pero (tre appartamenti affittati con Ranieri e la sorella di lui Paolina).
- Villa Ferrigni, detta villa delle Ginestre, a Torre del Greco, alle pendici dello "sterminator Vesevo".[163]

## Opere

### Opere in prosa

#### Epistolario
Di Giacomo Leopardi ci sono rimaste oltre novecento lettere, composte nell'arco di una vita e indirizzate a circa cento destinatari, tra amici e familiari (soprattutto al padre e al fratello Carlo). L'intero corpus epistolare di Leopardi è raccolto dall'Epistolario, che malgrado le origini si può leggere come un'opera autonoma: questa raccolta di prose private, infatti, costituisce un fondamentale documento non solo per seguire le vicende biografiche del poeta, ma anche per comprendere l'evoluzione del suo pensiero, dei suoi stati d'animo e delle sue riflessioni culturali.

#### Gli interventi nel dibattito classico-romantico
Nel 1816 il giovane Leopardi prese parte all'acceso dibattito culturale innescato dalla pubblicazione del saggio Sulla maniera e utilità delle traduzioni di Madame de Staël: questa polemica vide schierarsi da una parte i difensori del classicismo, quali Pietro Giordani, e dall'altra i sostenitori della nuova poetica romantica.
Leopardi, amico del Giordani, si allineò alle tesi classiciste, mettendo per iscritto il proprio pensiero nella Lettera ai compositori della Biblioteca italiana (1816) e nel Discorso di un italiano intorno alla poesia romantica, rimasti entrambi inediti sino al 1906. Nella prima Leopardi, pur riconoscendo la bontà dell'intervento dell'autrice ginevrina, assume una posizione contraria alle istanze della lettera, nella quale si invitava il popolo italiano ad aprirsi alle nuove letterature europee. Secondo il poeta di Recanati, infatti, si tratta di un «vanissimo consiglio», essendo la letteratura italiana quella più vicina alle uniche letterature universalmente valide, ovvero quella greca e quella latina. Nel Discorso, invece, Leopardi approfondì la sua riflessione poetica in merito al dibattito, introducendo temi che poi diverranno centrali della poesia leopardiana, come l'opposizione tra i concetti di «natura» e «civilizzazione».

#### Zibaldone
Lo Zibaldone di pensieri è una raccolta di 4526 pagine autografe compilate dal luglio 1817 al dicembre 1832, nelle quali Leopardi depositò ragionamenti e brevi scritti sugli argomenti più vari. Inizialmente l'opera non era dotata dell'organicità di un testo letterario, essendo semplicemente il frutto di una scrittura immediata, di getto: Leopardi iniziò a datare i singoli testi solo a partire dal 1820, così da orientarsi agevolmente nel mare magnum di appunti (da lui definiti un «immenso scartafaccio»), arrivando perfino a stilare due indici (nel 1824 e nel 1827).

#### IlDiscorso sopra lo stato presente dei costumi degl'italiani
Il Discorso sopra lo stato presente dei costumi degl'italiani, composto a Recanati tra la primavera e l’estate del 1824 e rimasto inedito fino al 1906, è un breve trattato filosofico dove Leopardi analizza le peculiarità che contraddistinguono la società italiana, e le compara con il carattere, la mentalità e la moralità delle altre nazioni d'Europa. Alla fine dell'opera Leopardi giunge all'amara conclusione che l'Italia, dilaniata da un esasperato individualismo, è troppo poco civile per godere dei benefici del progresso (come in Francia, Germania e Regno Unito), ma troppo civile per godere dei benefici dello «stato di natura», come accadeva nelle nazioni meno sviluppate, quali Portogallo, Spagna e Russia.

#### Operette morali
Le Operette morali, per usare le parole dello stesso poeta, sono un «libro di sogni poetici, d’invenzioni e di capricci malinconici»: è ancora Leopardi a descrivere la propria opera in una lettera del 1826 indirizzata all'editore Stella, sottolineando «quel tuono ironico che regna in esse» e specificando che Timandro ed Eleandro sono «una specie di prefazione, e un’apologia dell’opera contro i filosofi moderni».
Le Operette, oggi considerate la più alta espressione del pensiero leopardiano, racchiudono l'essenza del pessimismo del poeta, trattando argomenti quali la condizione esistenziale dell'uomo, la tristezza, la gloria, la morte e l'indifferenza della Natura.
L'Operetta che sancisce il passaggio dal Pessimismo Storico al Pessimismo Cosmico è il Dialogo tra la Natura e un Islandese, in cui la natura viene descritta per la prima volta come "matrigna" e malvagia.

### Le opere poetiche

#### ICanti
I Canti, considerati il capolavoro di Leopardi, racchiudono trentasei liriche composte da Leopardi tra il 1817 e il 1836. Tra i componimenti poetici inclusi nei Canti ricordiamo Sopra il monumento di Dante, l'Ultimo canto di Saffo, Il passero solitario, La sera del dì di festa, Alla luna, Il risorgimento, A Silvia, il Canto notturno di un pastore errante dell'Asia, Il sabato del villaggio, La ginestra e infine L'infinito, uno dei testi più rappresentativi della poetica leopardiana.

#### Le ultime opere
Durante gli anni napoletani Leopardi scrisse due opere, i Paralipomeni della Batracomiomachia e I nuovi credenti. Il primo è un poemetto in ottave con protagonisti animali: «Paralipomeni», infatti, significa «continuazione» mentre «Batracomiomachia» è «battaglia dei topi e delle rane», ovvero un'opera pseudo-omerica che Leopardi aveva tradotto in gioventù. Dietro la finzione comica Leopardi qui stigmatizza il fallimento dei moti rivoluzionari napoletani del 1820-21: i topi infatti, simboleggiano i liberali, generosi ma velleitari, mentre le rane sono i conservatori papalini, che non esitano a chiamare a sé i granchi-austriaci, feroci e stupidi.
I nuovi credenti, invece, sono un capitolo satirico in terza rima composto nel 1835 dove Leopardi esprime una spietata satira contro gli esponenti dello spiritualismo napoletano, dei quali condanna la religiosità di facciata e lo sciocco ottimismo.

## Parole d'autore
A Giacomo Leopardi si devono numerosi neologismi divenuti patrimonio diffuso (perlomeno in un linguaggio colto e sorvegliato), come "erompere", "fratricida", "improbo", "incombere", risalenti al 1824. Al suo tempo, questa vena creativa di Leopardi non fu apprezzata e fu oggetto degli strali di un atteggiamento purista che opponeva resistenze all'adozione, e all'accoglimento nei lessici, di neologismi d'uso forgiati in epoca successiva all'«aureo Trecento».
In un caso, un frutto della sua creatività, "procombere", gli guadagnò accuse postume mossegli da Niccolò Tommaseo, coautore del Dizionario della lingua italiana.

## Poesia e musica
- A sé stesso, romanza, versi di Giacomo Leopardi, musica di Francesco Paolo Frontini, Milano, Edizioni Ricordi, 1885.
- Coro di morti, versi di G. Leopardi (dal Dialogo di Federico Ruysch e delle sue mummie, Operette morali), musica di Goffredo Petrassi, per coro e strumenti, 1940-1941.
- Tre liriche di Goffredo Petrassi, per baritono e pianoforte, testi di Leopardi, Foscolo e Montale, 1944.

## Nella cultura di massa
Il fatto che l'opera di Leopardi sia stata e sia ogni anno oggetto dello studio di migliaia di studenti ha determinato (come per Dante) che molte locuzioni delle sue opere siano divenute d'uso corrente. Fra le principali:
- studio matto e disperatissimo… (in lettera a Pietro Giordani del 2 marzo 1818 e Zibaldone di pensieri);
- passata è la tempesta… (in La quiete dopo la tempesta, 1829);
- che fai tu, luna, in ciel? dimmi, che fai… (in Canto notturno di un pastore errante dell'Asia, 1829-1930);
- natio borgo selvaggio… (in Le ricordanze, 1829);
- la donzelletta vien dalla campagna… (in Il sabato del villaggio, 1829);
- godi, fanciullo mio; stato soave… (in Il sabato del villaggio, 1829);
- …e naufragar m'è dolce in questo mare (in L'infinito, 1818-1819).

### Leopardi nell'arte figurativa

Falconara Marittima, CART - Centro permanente per la Documentazione dell'Arte Contemporanea, Valeriano Trubbiani, serie di 12 pirografie "Viaggi e transiti" dedicate ai viaggi di Giacomo Leopardi

Tra il 1994 e il 1998 il pittore e scultore maceratese Valeriano Trubbiani realizzò una serie di 12 pirografie sul tema Viaggi e transiti, dedicata ai viaggi del poeta nelle varie città della penisola: Recanati (2), Macerata (2), Roma, Bologna, Pisa, Firenze, Milano, Napoli (3).
Tali opere sono esposte nel CART - Centro permanente per la Documentazione dell'Arte Contemporanea di Falconara Marittima, che conserva anche altre opere di Trubbiani dedicate a Leopardi: 
- 10 disegni originali realizzati dal 1971 al 1987 sul tema "Leopardi figurativo",
- 8 incisioni a colori,
- una scultura del 1990 in rame, bronzo e argento con il Poeta pensoso in osservazione di un gregge di pecore (“Move la greggia oltre pel campo e vede greggi”, ispirata al Canto notturno di un pastore errante dell'Asia, 1829-1930),
- un'installazione scultorea sulla Batracomiomachia ("Battaglia dei topi e delle rane") ispirata ai Paralipomeni della Batracomiomachia leopardiani (1931-1937).

L'ispirazione prodotta in Trubbiani dall'opera leopardiana è raccontata dall'artista nel breve documentario Le Marche di Leopardi, patrocinato dalla Regione Marche.

### Leopardi nella musica pop italiana
Leopardi è citato nella Canzone per Piero di Francesco Guccini e in Stai bene lì di Renato Zero; i suoi versi sono citati anche nei titoli di Canto notturno (di un pastore errante dell'aria) e Il cielo capovolto (ultimo canto di Saffo), entrambe di Roberto Vecchioni.
Giorgio Gaber, nella canzone Benvenuto il luogo dove, contenuto nell'album Gaber del 1984, dedicata all'Italia, parla della penisola come il luogo "dove i poeti sono nati tutti a Recanati".
Franco Battiato, nella canzone Frammenti, contenuta nell'album Patriots, cita doppiamente Leopardi nei versi «La donzelletta vien dalla campagna in sul calar del sole» e «D'in su la vetta della torre antica / Passero solitario alla campagna cantando vai».
Leopardi viene citato indirettamente nella canzone Canto del servo pastore del concept album di Fabrizio De André L'indiano, ispirata al componimento di Giacomo Leopardi Canto notturno di un pastore errante dell'Asia.
I Baustelle citano Leopardi e La ginestra nella canzone La morte (non esiste più) dall'album Fantasma (2013): "Come la ginestra nata sulla pietra lavica".

### Opere cinematografiche su Leopardi
- Dialogo di un venditore di almanacchi e di un passeggiere[173] (1954), cortometraggio di Ermanno Olmi[174][175];
- Pisa, donne e Leopardi (2012), mediometraggio di Roberto Merlino. Leopardi è interpretato da Orazio Cioffi;
- Il giovane favoloso (2014), film di Mario Martone. Leopardi è interpretato da Elio Germano[176]. Vari brani del film sono presenti nel programma televisivo Leopardi, il rivoluzionario di Giancarlo Mancini, puntata della rubrica Il tempo e la storia[177];
- Le Marche di Leopardi[171], breve documentario diretto da Alessandro Scilitani, patrocinato dalla Regione Marche.

### Serie televisive
- Leopardi - Il poeta dell'infinito (2024), miniserie diretta da Sergio Rubini, interpretato da Leonardo Maltese.

### Video in rete su Leopardi
- Leopardi, il rivoluzionario di Giancarlo Mancini, puntata della rubrica televisiva Il tempo e la storia con Massimo Bernardini e lo storico Lucio Villari[178];
- Giacomo Leopardi e l`importanza di Recanati, per Rai Storia, vita e opere di Giacomo Leopardi nel commento del critico teatrale Guido Davico Bonino. L’attore Umberto Ceriani legge: L'infinito, La sera del dì di festa, Alla luna, La vita solitaria[179];
- Ecco il vero Colle dell'Infinito descritto da Giacomo Leopardi[180]: Francesco Guzzini del Centro Studi Leopardiani mostra l'itinerario che il Poeta compiva per recarsi dalla propria abitazione al punto di osservazione del paesaggio che gli ispirò L'infinito;
- Marche, le scoprirai all'infinito, spot turistico della Regione Marche con il noto attore statunitense Dustin Hoffman che tenta di recitare in italiano L'infinito. Regia di Giampiero Solari[181];
- A casa di Giacomo Leopardi, intervista di Pippo Baudo alla contessa Olimpia Leopardi all'interno del Palazzo Leopardi di Recanati[182];
- Un Leopardi inedito raccontato da Novella Bellucci e Franco D'Intino nella puntata di Visionari del 15 giugno 2015, programma televisivo condotto da Corrado Augias su Rai 3[183];
- L'arte di essere fragili - come Leopardi può salvarti la vita, intervista allo scrittore Alessandro D'Avenia sul suo omonimo libro e spettacolo teatrale (2016)[184].

Inoltre, sono pubblicate in rete numerose letture/interpretazioni dei principali canti leopardiani da parte dei più importanti attori italiani. Fra questi si possono ascoltare:
- Vittorio Gassman: L'infinito[185], A Silvia[186], La sera del dì di festa[187], Amore e Morte[188], La quiete dopo la tempesta[189], A se stesso[190];
- Carmelo Bene: L'infinito[191], Passero solitario[192], La ginestra (o Il fiore del deserto)[193], Alla luna[194], La sera del dì di festa[195], Il sabato del villaggio[196], Le ricordanze[197], Canto notturno di un pastore errante dell'Asia[198], Inno ad Arimane[199][200][201], Amore e Morte[202];
- Arnoldo Foà: L'infinito[203], Passero solitario[204], A Silvia[205], Il sabato del villaggio[206], La sera del dì di festa[207], Canto notturno di un pastore errante dell'Asia[208], Le ricordanze[209], La ginestra (o Il fiore del deserto)[210], Il tramonto della luna[211], All'Italia[212], Alla luna[213];
- Giorgio Albertazzi: L'infinito[214];
- Nando Gazzolo: L'infinito[215];
- Gabriele Lavia: L'infinito[216], Lavia dice Leopardi[217];
- Alberto Lupo: Ultimo canto di Saffo[218];
- Elio Germano, nel film Il giovane favoloso di Mario Martone: L'infinito[219], parte de La ginestra (o Il fiore del deserto)[220], la prima parte de La sera del dì di festa[221], un brano di Amore e Morte[222], l'ultima parte di Aspasia[223].

## Il Centro Nazionale di Studi Leopardiani
Il 1 luglio 1937, nel primo centenario della morte del poeta, fu istituito a Recanati il Centro Nazionale di Studi Leopardiani.
Esso ha come scopo la promozione di ricerche e studi su Giacomo Leopardi in campo storico, biografico, critico, linguistico, filologico, artistico, filosofico.

### Esplicative
1. ↑  Spesso nell'epistolario afferma di soffrire il freddo e di coprirsi le gambe con una coperta di lana.

### Bibliografiche
1. ↑  Commissionato da Antonio Ranieri nel 1842, venne realizzato sulla base della maschera mortuaria, del ritratto di Leopardi sul letto di morte di Angelini e delle descrizioni fisiche fatte dal Ranieri e da sua sorella Paolina; Domenico Morelli lavorò per molto tempo al ritratto, a causa delle insistenze di Ranieri sui più piccoli particolari dell’aspetto del poeta e perciò, dallo stesso Ranieri e da altri testimoni, venne definito come il più fedele e realistico fra i ritratti di Leopardi, raffigurato con l'aspetto che aveva negli anni della sua vita, sia nei tratti somatici che nel vestiario e nell’acconciatura; tuttavia, alcuni critici hanno però argomentato che sia un ritratto comunque "idealizzato", in quanto Morelli (quattordicenne nel 1837) non vide mai Leopardi dal vivo.
2. ↑   Atto di battesimo di Giacomo Leopardi (JPG), su rete.comuni-italiani.it. URL consultato l'11 maggio 2021.
3. ↑  
«Questo io conosco e sento, / Che degli eterni giri,
Che dell'esser mio frale, / Qualche bene o contento
Avrà fors'altri; a me la vita è male»
(Giacomo Leopardi, Canto notturno di un pastore errante dell'Asia, vv. 100-104)
4. ↑   Uno sconosciuto: l'ateo filantropo barone d'Holbach, su elapsus.it. URL consultato il 16 febbraio 2014 (archiviato dall'url originale il 2 febbraio 2014).
5. ↑   Giulio Ferroni, La poesia del dolore: Giacomo Leopardi, su emsf.rai.it. URL consultato il 16 febbraio 2014 (archiviato dall'url originale il 3 febbraio 2014).
6. 1 2 3 4 5  Erik Pietro Sganzerla, Malattia e morte di Giacomo Leopardi. Osservazioni critiche e nuova interpretazione diagnostica con documenti inediti, Booktime, 2016.
7. 1 2 3  Citati, pp. 32-33.
8. ↑  Citati, pp. 3-18.
9. ↑  Citati, pp. 18-20.
10. ↑  Citati, pp. 4-10.
11. ↑  Renato Minore, Leopardi. L'infanzia, le città, gli amori, Milano, 1987, p. 22.
12. ↑  Citati, pp. 3-16.
13. ↑  Renato Minore, op. cit., p. 13.
14. ↑  Lettera di G. Leopardi (Recanati) a Pietro Colletta (Livorno), 16 gennaio 1829: ed atteso ancora che il patrimonio di casa mia, benché sia de' maggiori di queste parti, è sommerso nei debiti.
15. ↑  Emilio Cecchi e Natalino Sapegno, Storia della letteratura italiana. Milano 1969, vol. VII, L'Ottocento, p. 737.
16. ↑  Citati, pp. 18-35.
17. ↑  Zibaldone pag. 106 del ms., appunto del 26 marzo 1820.
18. ↑  Citati, pp. 19-25.
19. ↑  «Il Chimico italiano», anno XXI n. 2, 2010, p. 14.
20. ↑  Citati, pp. 25-30.
21. ↑   Rossella Lalli, Si spegne la contessa Leopardi, erede e custode della memoria del poeta, newnotizie.it, 13 settembre 2010. URL consultato l'11 settembre 2012 (archiviato il 2 gennaio 2019).
22. ↑  Scritti vari inediti di Giacomo Leopardi dalle carte napoletane, Firenze, successori Le Monnier, 1906,  p. 405 (archiviato dall'url originale il 9 agosto 2016)..
23. ↑  Citati, po. 30-32.
24. ↑  Pubblicato a cura di Maria Corti in Giacomo Leopardi. Tutti gli scritti inediti, rari e editi 1809-1810, Milano, Bompiani, 1972.
25. ↑  Citati, pp. 20-25.
26. ↑  Cecchi, Sapegno, op. cit., pp. 736-739.
27. ↑  Lettera a Pietro Giordani a Milano, Recanati, 2 marzo 1818 in Epistolario di Giacomo Leopardi con le iscrizioni greche triopee da lui tradotte e lettere di Pietro Giordani e Pietro Colletta all'Autore, raccolto e ordinato da Prospero Viani, vol. I, Napoli, 1860², pag. 76.
28. ↑  Lettera all'Avv. Pietro Brighenti a Bologna, Recanati, 18 marzo 1825 in Epistolario di Giacomo Leopardi con le iscrizioni ecc. cit., vol. I, pag. 245.
29. ↑  Il padre Monaldo lo vide parlare, con sorpresa, in questa lingua con un rabbino di Ancona, secondo quanto riportato dallo storico Lucio Villari nella trasmissione RAI Il tempo e la storia di Massimo Bernardini (puntata Leopardi, il rivoluzionario, 15 ottobre 2014, RaiTre-RaiStoria).
30. ↑   Jonathan Della Rocca, Giacomo Leopardi, appassionato di lingua ebraica, su Shalom, 30 novembre 2018. URL consultato il 12 novembre 2023.
31. ↑  Sarà la lingua utilizzata nelle lettere allo Jacopssen.
32. ↑   Il programma delle celebrazioni leopardiane, su giornale.regione.marche.it. URL consultato il 16 febbraio 2014 (archiviato dall'url originale il 19 agosto 2007).
33. ↑  Il sanscrito nella teoria linguistica di Giacomo Leopardi, in Leopardi e l'Oriente. Atti del Convegno Internazionale, Recanati 1998, a c. di F. Mignini, Macerata, Provincia di Macerata, 2001, pp.115-135.
34. ↑  Citati, pp. 25-35.
35. 1 2 3 4  M. T. Borgato, L. Pepe, Leopardi e le scienze matematiche, pp. 5-8.
36. ↑   Aimé-Henri Paulian (1722-1801), su data.bnf.fr. URL consultato il 22 gennaio 2020.
37. ↑  Citati, pp. 30-40.
38. ↑  Ed. originale:  Giacomo Leopardi, Inno a Nettuno d'incerto autore nuovamente scoperto. Traduzione dal greco del conte Giacomo Leopardi da Recanati, in Lo Spettatore Italiano, VIII, 3 (75),  pp. 142-163 + 163-165. L'opuscolo fu ripubblicato, con correzioni, in monografia a brevissima distanza:  Giacomo Leopardi, Inno a Nettuno d'incerto autore nuovamente scoperto. Traduzione dal greco del conte Giacomo Leopardi da Recanati, Milano, presso Antonio Fortunato Stella, 1817. Vd. Catalano 2009, pp. 160-262 (Inno a Nettuno) e 263-284 (Odae adespotae); testo e commento dell'ode alla luna (Εἰς Σελήνην, In Lunam) anche in Pontani 2022, pp. 131-134.
39. ↑  Un episodio della sua vita farà da spunto a una delle Operette morali, Il Parini ovvero della gloria
40. ↑  Cecchi, Sapegno, op. cit. p. 741.
41. ↑  Citati, pp. 37-38.
42. ↑  Citati, p. 30 e ss.
43. ↑  Citati, pp. 30-31, 33 e ss.
44. ↑   Giuseppe Bortone, Il "morire giovane" in Leopardi, su moscati.it. URL consultato il 16 febbraio 2014 (archiviato il 29 ottobre 2013).: "frequenti mi occorrono febbri maligne, catarri e sputi di sangue…" scrive nel testo
45. ↑   Alessandro Livi, giacomo leopardi, le malattie ed i misteri sulla morte e sepoltura, su alessandrolivistudiomedico.it, 28 novembre 2019. URL consultato il 1º gennaio 2020 (archiviato il 27 agosto 2017).
46. ↑   Paolo Signore, Giacomo Leopardi: il genio di Recanati favoloso e malato, su Rotari Club Fermo, 23 dicembre 2014. URL consultato il 1º gennaio 2020 (archiviato l'11 giugno 2016).
47. ↑  «Di contenti, d'angosce e di desio, / Morte chiamai più volte, e lungamente / Mi sedetti colà su la fontana / Pensoso di cessar dentro quell'acque / La speme e il dolor mio. Poscia, per cieco / Malor, condotto della vita in forse, / Piansi la bella giovanezza, e il fiore / De' miei poveri dì, che sì per tempo / Cadeva: e spesso all'ore tarde, assiso / Sul conscio letto, dolorosamente / Alla fioca lucerna poetando, / Lamentai co' silenzi e con la notte / Il fuggitivo spirto, ed a me stesso / In sul languir cantai funereo canto» (Le ricordanze, vv. 104-118)
48. ↑  Giuseppe Sergi e Giovanni Pascoli furono i primi a ipotizzare la malattia, "diagnosi" ripresa poi da Pietro Citati e altri, e considerata probabile causa della deformità fisica e dei problemi di salute di Leopardi anche da una ricerca scientifica condotta nel 2005 da due medici pediatri recanatesi, Edoardo Bartolotta e Sergio Beccacece.
49. ↑   Prof. M. L. Patrizi, Saggio psico-antropologico su Giacomo Leopardi e la sua famiglia, Torino, Fratelli Bocca Editori, 1896. URL consultato il 3 maggio 2020.
50. ↑  G. Chiarini, Vita di G. Leopardi, p. 453.
51. ↑  E. Galavotti, Letterati italiani, p. 122.
52. ↑  Lettera di Paolina Leopardi a G.P. Vieusseux, 25 settembre 1829.
53. ↑  G. Leopardi, Lettera ad Adelaide Maestri, 29 luglio 1828; Lettera ad Antonietta Tommasini, 5 agosto 1828
54. ↑  Citati, pp. 45-50.
55. ↑  Citati, pp. 60-63.
56. ↑  G. Leopardi, Zibaldone, autografo, pp. 165-185.
57. 1 2 3 4 5 6  Citati, p. 63 e segg.
58. ↑  Scritti vari inediti di Giacomo Leopardi dalle carte napoletane, cit.,  pag. 17 (archiviato dall'url originale il 22 febbraio 2014)..
59. ↑  Citati, pp. 121-142.
60. ↑  Un'analisi critica del Discorso, insieme a un saggio sui Paralipomeni alla Batracomiomachia si trova in: Riccardo Bonavita, Leopardi : Descrizione di una battaglia, Nino Aragno Ed., Torino, 2012
61. ↑  Citati, p. 142 e segg.
62. ↑  Aldo Giudice, Giovanni Bruni, Problemi e scrittori della letteratura italiana, vol. 3, tomo 1, Paravia, 1978, pag. 341.
63. ↑  Cfr. pag. 118 del ms. dello Zibaldone, con pensiero del 2 luglio 1820: "[...] nel 1819 dove privato dell'uso della vista, e della continua distrazione della lettura, cominciai a sentire la mia infelicità in un modo assai più tenebroso [...]".
64. ↑  Citati, p. 82 e segg.
65. ↑  Citati, p. 85-95.; 171-210.
66. ↑  Secondo Roberto Tanoni risalente invece intorno al 1825-26.
67. ↑   Roberto Tanoni, L'aspetto di Giacomo Leopardi, su leopardi.it, 11 febbraio 2005. URL consultato il 20 dicembre 2019 (archiviato dall'url originale il 28 febbraio 2016).
68. ↑  Cecchi, Sapegno, op. cit., p. 803.
69. ↑  «Lasciando da parte lo spirito e la letteratura, di cui vi parlerò altra volta (avendo già conosciuto non pochi letterati di Roma), mi ristringerò solamente alle donne, e alla fortuna che voi forse credete che sia facile di far con esse nelle città grandi. V'assicuro che è propriamente tutto il contrario. Al passeggio, in Chiesa, andando per le strade, non trovate una befana che vi guardi. (...) Trattando, è così difficile il fermare una donna in Roma come a Recanati, anzi molto più, a cagione dell'eccessiva frivolezza e dissipatezza di queste bestie femminine, che oltre di ciò non ispirano un interesse al mondo, sono piene d'ipocrisia, non amano altro che il girare e divertirsi non si sa come, non... (omissis) (credetemi) se non con quelle infinite difficoltà che si provano negli altri paesi. Il tutto si riduce alle donne pubbliche, le quali trovo ora che sono molto più circospette d'una volta, e in ogni modo sono così pericolose come sapete.» Il passo omesso dalla pubblicazione dell'epistolario venne censurato alla prima edizione (1937), ed è stato ripristinato solo in edizioni recenti, come quella dei Meridiani del 2006, poiché troppo esplicito ("non la danno"); cfr.  Il senso di Leopardi per la donna di città (archiviato dall'url originale il 27 marzo 2014).
70. ↑   Pierluigi Panza, La casa di Silvia (amata da Leopardi) restaurata e aperta, in Corriere della Sera, 29 giugno 2017.
71. 1 2  Citati, pp. 214-225.
72. ↑  Citati, pp. 222-225.
73. ↑  L'eliografia, metodo di riproduzione messo a punto da Joseph Nicéphore Niépce nel 1822, fu da questi usato per la prima fotografia nel 1826 (precedente di 13 anni il dagherrotipo).
74. ↑  Citati, pp. 275-280.
75. ↑  Citati, pp. 280-290.
76. ↑  Paolo Ruffilli, Introduzione alle Operette morali, Garzanti
77. ↑  Citati, p. 226 e segg.
78. ↑  Bortolo Martinelli (a cura di), Leopardi oggi: incontri per il bicentenario della nascita del poeta: Brescia, Salò, Orzinuovi, 21 aprile-23 maggio 1998, Vita e Pensiero, 2000, p. 174
79. ↑  Per lui scrisse, nel 1835, la celebre Palinodia al marchese Gino Capponi
80. ↑  Niccolini era già stato l'ispiratore del personaggio di Lorenzo Alderani delle Ultime lettere di Jacopo Ortis
81. ↑  «Ora bisogna che io scriva a quel maledetto gobbo, che s'è messo in capo di coglionarmi» (Lettera di Gino Capponi a Gian Pietro Vieusseux)
82. ↑   Una stroncatura per il Leopardi (archiviato dall'url originale il 26 febbraio 2014).; mentre fu più meditato e indulgente il giudizio dato dal Capponi stesso, in tarda età, sulla poesia e su Leopardi stesso.
83. ↑   Introduzione alla Palinodia (PDF) (archiviato dall'url originale il 4 novembre 2014).
84. ↑   G. Leopardi, Epigramma contro il Tommaseo, su fregnani.it. URL consultato il 19 febbraio 2014 (archiviato il 24 febbraio 2014).
85. ↑  Citati, pp. 298-308.
86. ↑  Cfr. lettera di G. Leopardi (Recanati) a Pietro Colletta (Livorno), 16 gennaio 1829, in cui dichiara di aver percepito venti scudi romani (diciannove fiorentini) al mese.
87. ↑  Lettera a P. Colletta del 2 aprile 1830, come citato in Marco Moneta, L'officina delle aporie: Leopardi e la riflessione sul male negli anni dello Zibaldone, FrancoAngeli, Milano, 2006,  pag. 253 (archiviato dall'url originale il 26 ottobre 2014)..
88. ↑  Citati, p. 310-327; 328-334.
89. ↑  Luperini, Cataldi, Marchiani, La scrittura e l'interpretazione, Palermo, Palumbo, 1997, vol. 4/2, p. 1152.
90. ↑  Le ricordanze, v. 30.
91. ↑  [gente] che m'odia e fugge, / per invidia non già, che non mi tiene / maggior di sé, ma perché tale estima / ch'io mi tenga in cor mio, in Le ricordanze, vv. 33-36.
92. ↑  Camillo Antona-Traversi, I genitori di Giacomo Leopardi: scaramucce e battaglie, 2 voll., Recanati, A. Simboli, 1887-91:  vol. 1, pag. 180 (archiviato dall'url originale il 26 ottobre 2014)..
93. ↑  Cecchi, Sapegno, op. cit., p. 845.
94. ↑   Giacomo Leopardi, in Catalogo degli Accademici, Accademia della Crusca.
95. ↑   Roberto Russo, Leopardi e la massoneria a Portici Ranieri voleva trasferirsi lì col poeta, su corrieredelmezzogiorno.corriere.it.
96. ↑  Citati, pp. 310-335.
97. ↑  Citati, pp. 375-390.
98. ↑  Note ad Aspasia, nei Canti, edizione Garzanti
99. ↑   Donne fatali 2: Giacomo Leopardi e Aspasia - "Io non ho mai sentito tanto di vivere quanto amando...", su sulromanzo.it. URL consultato il 22 marzo 2020 (archiviato il 22 marzo 2020).
100. ↑  "Tu vivi / bella non solo ancor, ma bella tanto, / al parer mio, che tutte l'altre avanzi" (Aspasia, vv. 73-75)
101. ↑  Aspasia, vv. 89-103
102. ↑  G. Sarra, Dizionario Biografico degli Italiani, riferimenti e link in Bibliografia.
103. ↑  Giovanni Mèstica, Gli amori di G. Leopardi, in Fanfulla della domenica, 4 aprile 1880. (Fonte DBI). Altri ritengono che il canto alluda piuttosto alla sola Fanny Targioni Tozzetti, tra questi, Giovanni Iorio nel commento ai Canti, edizione Signorelli, Roma 1967.
104. ↑   Leopardi: dama invaghita del poeta non fu ricambiata ma evitata, su adnkronos.com. URL consultato il 16 febbraio 2014 (archiviato il 27 aprile 2014).
105. ↑  M. de Rubris, Confidenze di Massimo d'Azeglio. Dal carteggio con Teresa Targioni Tozzetti, Milano, Arnoldo Mondadori, 1930, pp. 17-18.
106. ↑  Citati, pp. 390-392.
107. ↑  Paolo Abbate, La vita erotica di Giacomo Leopardi, C.I. Edizioni, Napoli 2000
108. ↑  Giovanni Dall'Orto, Sempre caro mi fu, pubblicato in "Babilonia" n. 141, febbraio 1996, pp. 68-70
109. ↑  Robert Aldrich e Garry Wotherspoon, Who's who in gay and lesbian history, vol. 1, ad vocem
110. ↑   Leopardi gay? Vietato dirlo, su ricerca.repubblica.it. URL consultato il 16 febbraio 2014 (archiviato il 21 febbraio 2014).
111. ↑   Simone D'Andrea, Normalmente diverso, su books.google.it. URL consultato il 16 febbraio 2014 (archiviato il 22 febbraio 2014).
112. ↑  Citati, pp. 390-393.
113. ↑  Citati, p. 71.
114. ↑  Giacomo Leopardi. Epistolario, Brioschi - Landi, Sansoni 1998, vol. II, pag. 1968.
115. ↑  Antonio Ranieri, Sette anni di sodalizio con Giacomo Leopardi, Garzanti, Milano 1979, p. 55.
116. ↑  D'Orta, p. 12.
117. ↑  Die Tagebücher des Grafen August von Platen, vol. 2, Stoccarda, Verlag der J. G. Cotta'sche Buchhandlung Nachfolger GmbH, 1900,  pag. 964 (archiviato dall'url originale il 23 febbraio 2014)..
118. ↑  Cfr. anche la lettera di Stanislao Gatteschi a Monaldo Leopardi della primavera del 1833 in Giacomo Leopardi. Epistolario, Brioschi - Landi, Sansoni 1998, vol. II, pag. 2364: "È stravagantissimo nelle abitudini del vivere. Si leva verso le due pomeridiane, mangia ad orari irregolari, va a letto verso il fare del giorno. La sua vita non può esser longeva per i complicati mali onde è gravato." e Antonio Ranieri, Sette anni di sodalizio con Giacomo Leopardi, Garzanti, 1979, pag. 65: "Durante tutta la sua vita, egli fece, appresso a poco, della notte giorno, e viceversa."
119. ↑  Traduzione in Michele Scherillo, Vita di Giacomo Leopardi, Greco Editori, Milano, 1991,  pag. 197 (archiviato dall'url originale il 13 maggio 2014)., ISBN 88-85387-64-0.
120. ↑  Epistolario, lettera del 22 dicembre 1836
121. ↑  Citati, pp. 395-405.
122. ↑   Leopardi e le donne una storia tormentata, su ricerca.repubblica.it. URL consultato il 16 febbraio 2014 (archiviato il 21 febbraio 2014).
123. ↑   Maria Teresa Moro, Ranieri Paola (Paolina), su treccani.it. URL consultato il 2 aprile 2020 (archiviato il 17 settembre 2019).
124. 1 2  D'Orta, pp. 24-25.
125. ↑   Giuseppe Piergili, Nuovi documenti intorno agli scritti e alla vita di Giacomo Leopardi, Firenze, Le Monnier, 1892,  p. XXVIII, OCLC 17423490.
«Era in casa una vaga memoria delle cambiali che Giacomo bimestralmente traeva. Si fecero le più diligenti ricerche, e in un angolo riposto dello scrittoio di Monaldo si rinvenne intiero il mazzetto di queste tratte. Ed ora solennemente rivendico la verità, che taciuta è poco men che negata; e dico che quelle lettere di cambio scritte di mano di Ranieri, tratte a suo favore, non hanno del Leopardi che la sola firma.»
126. ↑   Leopardi. Il poeta della sofferenza, su archiviostorico.corriere.it. URL consultato il 21 novembre 2014 (archiviato dall'url originale il 1º gennaio 2016).
127. ↑  Citati, p. 395 e segg.
128. ↑  Citati, p. 398.
129. ↑  Citati, pp. 399-400.
130. ↑  Citati, pp. 413-414.
131. ↑  Teorie alternative sulla morte del conte Giacomo Leopardi sono state trattate e documentate negli studi condotti dal Prof. Gennaro Cesaro (cfr. Sfrondando gli allori della poesia dell'800 e del '900)
132. ↑  Lettera di Antonio Ranieri a Fanny Targioni-Tozzetti, Napoli,  1º luglio 1837 (archiviato dall'url originale il 30 gennaio 2013).. Confronta anche Pietro Citati, Leopardi, Mondadori, 2010, Milano,  pag. 412-13 (archiviato dall'url originale il 12 maggio 2014)., ISBN 978-88-04-60325-2.
133. ↑  Citati, pp. 410-414.
134. ↑   Secondo originale dell'atto di morte di Giacomo Leopardi, su dl.antenati.san.beniculturali.it.
135. ↑  Il Progresso delle Scienze, delle Lettere e delle Arti, vol. XVII, anno VI (1837), n. 33, maggio, Napoli dalla Tipografia Plautina,  pagg. 166 sgg. (archiviato dall'url originale il 19 maggio 2016).
136. ↑   Cenni storici - Fu un'indigestione a causare la morte di Leopardi?, su spaghettitaliani.com. URL consultato il 16 febbraio 2014 (archiviato dall'url originale il 17 ottobre 2013).
137. ↑   Napoli e Leopardi, su ilportaledelsud.org. URL consultato il 16 febbraio 2014 (archiviato il 10 febbraio 2014).
138. ↑   Ecco i confetti che uccisero Leopardi. Al Suor Orsola la collezione Ruggiero, su corrieredelmezzogiorno.corriere.it. URL consultato il 16 febbraio 2014 (archiviato il 21 febbraio 2014).
139. ↑  Lettera di Antonio Ranieri a Fanny Targioni-Tozzetti, Napoli,  1 luglio 1837 (archiviato dall'url originale il 30 gennaio 2013).
140. ↑  Lettera di A. R. a Monaldo Leopardi, Napoli, 26 giugno 1837 in Opere inedite di Giacomo Leopardi, G. Cugnoni, vol. I, Halle, Max Niemeyer Editore, 1878,  pag. CXVIII sgg. (archiviato dall'url originale il 20 maggio 2016).
141. ↑  Nuovi documenti intorno alla vita e agli scritti di Giacomo Leopardi, G. Piergili, Firenze, Le Monnier, 1892³,  pagg. 241 sgg. (archiviato dall'url originale il 10 ottobre 2016).
142. ↑  Dalla foto pubblicata qui, su rete.comuni-italiani.it. URL consultato il 16 febbraio 2014 (archiviato il 22 febbraio 2014). Cfr. anche Effemeridi scientifiche e letterarie per la Sicilia, tomo XXX, anno IX (1840), n° 82 (luglio-agosto-settembre), Luglio 1840, Palermo, dalla tipografia di Filippo Solli, 1840,  pag. 63, 13 maggio 2014 (archiviato dall'url originale il 13 maggio 2014). e Opere di Pietro Giordani, vol. XIII, Scritti editi e postumi di Pietro Giordani, vol. VI, pubblicati da Antonio Gussalli, Milano presso Francesco Sanvito, 1858,  pag. 248 (archiviato dall'url originale il 12 maggio 2014).. Riproduzione, che presenta lieve variazione di testo, sotto forma di disegno in Opere di Giacomo Leopardi, edizione accresciuta, ordinata e corretta secondo l'ultimo intendimento dell'autore, da Antonio Ranieri, vol. 2, Firenze, Successori Le Monnier, 1889,  fuori testo (archiviato dall'url originale il 10 ottobre 2016)..
143. ↑   Pasquale Stanzione, Giacomo Leopardi - Una tomba vuota a Fuorigrotta, pag. 60, su pasqualestanzione.it. URL consultato il 7 maggio 2014 (archiviato il 24 settembre 2015). Foto del Registro (JPG), su pasqualestanzione.it. URL consultato il 7 maggio 2014 (archiviato il 13 maggio 2014). Ingrandimento (JPG), su pasqualestanzione.it. URL consultato il 7 maggio 2014 (archiviato il 13 maggio 2014).
144. ↑   Nuove scoperte su Leopardi? Occorre cautela (archiviato dall'url originale il 5 febbraio 2017). da Cronache maceratesi
145. 1 2 3  Luciano Garofano, Giorgio Gruppioni, Silvano Vinceti - Delitti e misteri del passato: Sei casi da RIS dall'agguato a Giulio Cesare all'omicidio di Pier Paolo Pasolini, Rizzoli, pag. 179.
146. 1 2   PIERFRANCESCO LEOPARDI: SONO DISPONIBILE ALLA PROVA DEL DNA, MA I RECANATESI SONO D’ACCORDO?. URL consultato il 3 giugno 2018 (archiviato dall'url originale l'8 dicembre 2021).
147. ↑   Loretta Marcon, Un giallo a Napoli. La seconda morte di Giacomo Leopardi, Guida, 2012, ISBN 978-88-6666-142-9.
148. ↑  Ida Palisi, Leopardi, strane ipotesi su morte e sepoltura, “Il Mattino di Napoli”, 19.8.2012; recensione a: Loretta Marcon, Un giallo a Napoli. La seconda morte di Giacomo Leopardi, Guida, 2012
149. ↑  Mario Picchi, Storie di casa Leopardi, cit., pp. 14 e seguenti, dove si riporta anche il verbale ufficiale delle persone presenti.
150. 1 2 3   È vuota la tomba di Leopardi. Guerra sulla riesumazione dei resti, su ricerca.repubblica.it. URL consultato il 16 febbraio 2014 (archiviato il 21 ottobre 2013).
151. ↑   La Vita 1836-37 (archiviato dall'url originale il 9 giugno 2017)., Leopardi.it, sito gestito dal CNSL
152. ↑   Si torna a parlare dei resti di Leopardi, nato comitato per l'esumazione dal sacello del parco Virgiliano di Napoli, su ilcittadinodirecanati.it. URL consultato il 4 febbraio 2017 (archiviato il 5 febbraio 2017).
153. ↑   Il ritratto della pinacoteca di Recanati, su cdn.studenti.stbm.it. URL consultato il 27 aprile 2017 (archiviato il 29 aprile 2017).
154. ↑  In Opera Omnia, vol. IV, pp. 407-408, Milano, Mondadori, 1959.
155. ↑  Cfr. in proposito anche gli studi che il filosofo Giovanni Gentile ha dedicato a Leopardi, in particolare: Manzoni e Leopardi: saggi critici (Milano, Treves, 1928, pp. 31-217); Poesia e filosofia di Giacomo Leopardi (Firenze, Sansoni, 1939).
156. ↑  Paolo Emilio Castagnola, Osservazioni intorno ai Pensieri di Giacomo Leopardi, pag. 26, Tipografia del Mediatore, 1863.
157. ↑  Gino Tellini, Filologia e storiografia. Da Tasso al Novecento, pp. 153-154, Roma, Ed. di Storia e Letteratura, 2002.
158. ↑  Sebastian Neumeister,  Giacomo Leopardi e la percezione estetica del mondo (archiviato dall'url originale il 12 febbraio 2015)., pp. 43-63, Peter Lang, 2009.
159. ↑  In Saggi critici, a cura di L. Russo, Bari, Laterza (1952), 19794, vol. II, pag. 184.
160. ↑   Pierluigi Panza, Il colle dell’«Infinito» rinasce col Fai. Mattarella e Franceschini all’apertura, su Corriere della Sera. URL consultato il 1º marzo 2022 (archiviato il 7 agosto 2020).
161. ↑   Chiese e Santuari Comune di Recanati, su comune.recanati.mc.it. URL consultato l'11 febbraio 2014 (archiviato il 23 febbraio 2014).
162. ↑   Per Giacomo Leopardi, su pergiacomoleopardi.altervista.org. URL consultato il 16 febbraio 2014 (archiviato dall'url originale il 22 febbraio 2014).
163. ↑  Tutte le indicazioni su luoghi e viaggi sono prese da Attilio Brilli, In viaggio con Leopardi, Il Mulino, Bologna 2000. Tra virgolette le parole di Leopardi, tratte da sue lettere.
164. 1 2 3   Marta Sambugar, Gabriella Sarà, Visibile parlare, da Leopardi a Ungaretti, Milano, RCS Libri, 2012,  p. 7, ISBN 978-88-221-7256-3.
165. ↑   Marta Sambugar, Gabriella Sarà, Visibile parlare, da Leopardi a Ungaretti, Milano, RCS Libri, 2012,  p. 9, ISBN 978-88-221-7256-3.
166. 1 2   Operette morali, su internetculturale.it. URL consultato il 19 ottobre 2016 (archiviato dall'url originale il 14 giugno 2016).
167. 1 2 3   Marta Sambugar, Gabriella Sarà, Visibile parlare, da Leopardi a Ungaretti, Milano, RCS Libri, 2012,  p. 10, ISBN 978-88-221-7256-3.
168. 1 2 3  Fabio Marri,  Neologismi (archiviato dall'url originale il 9 settembre 2017)., Enciclopedia dell'Italiano (2011), Istituto dell'Enciclopedia italiana.
169. ↑  Catalogo della mostra "Viaggi e transiti opere leopardiane di Valeriano Trubbiani" realizzata in occasione dell'inaugurazione del Centro culturale "Pergoli" di Falconara Marittima dal 20 dicembre 2004, Comune di Falconara Marittima, Aniballi Grafiche, Ancona, 2005
170. ↑  Vedi la scheda dedicata al CART - Centro permanente per la Documentazione dell'Arte Contemporanea di Falconara Marittima nel sito "La memoria dei luoghi" del Sistema Museale della Provincia di Ancona:  CART - Centro permanente per la documentazione dell'Arte contemporanea, su Associazione "Sistema Museale della Provincia di Ancona". URL consultato il 26 aprile 2020 (archiviato il 7 settembre 2017).
171. 1 2   Le Marche di Leopardi., breve documentario diretto da Alessandro Scilitani, patrocinato dalla Regione Marche.
172. ↑  ascolta la canzone nel  sito della Fondazione Giorgio Gaber (archiviato dall'url originale il 6 settembre 2017).
173. ↑  Vedi il testo dell'Operetta morale in  Wikisource (archiviato dall'url originale il 15 settembre 2017).
174. ↑  Il cortometraggio di Ermanno Olmi  Dialogo di un venditore di almanacchi e di un passeggiere.
175. ↑  Il cortometraggio di Ermanno Olmi Dialogo di un venditore di almanacchi e di un passeggiere è inoltre visibile all'interno del programma  Leopardi, il rivoluzionario (archiviato dall'url originale il 7 settembre 2017). di Giancarlo Mancini, puntata della rubrica televisiva di Rai Storia Il tempo e la storia con Massimo Bernardini e lo storico Lucio Villari:
176. ↑  Vedi  il trailer del film (archiviato dall'url originale il 14 febbraio 2018). Il giovane favoloso di Mario Martone interpretato da Elio Germano:
177. ↑  Leopardi, il rivoluzionario di Giancarlo Mancini, puntata della rubrica Il tempo e la storia con Massimo Bernardini e lo storico Lucio Villari: http://www.raistoria.rai.it/articoli/leopardi-il-rivoluzionario/25794/default.aspx Archiviato il 7 settembre 2017 in Internet Archive.
178. ↑  Leopardi, il rivoluzionario di Giancarlo Mancini, puntata della rubrica Il tempo e la storia con Massimo Bernardini e lo storico Lucio Villari: http://www.raistoria.rai.it/articoli/leopardi-il-rivoluzionario/25794/default.aspx Archiviato il 7 settembre 2017 in Internet Archive.
179. ↑  Rai Storia, Giacomo Leopardi e l'importanza di Recanati: http://www.raiscuola.rai.it/articoli/giacomo-leopardi-parte-prima/3205/default.aspx Archiviato l'8 settembre 2017 in Internet Archive.
180. ↑  Nel sito web de La Stampa, Francesco Guzzini del Centro Studi Leopardiani mostra l'itinerario che il Poeta compiva per recarsi dalla propria abitazione al punto di osservazione del paesaggio che gli ispirò L'infinito: http://www.lastampa.it/2017/07/16/multimedia/societa/viaggi/ecco-il-vero-colle-dellinfinito-descritto-da-giacomo-leopardi-fncjkba7fEJyVoUSrazy1H/pagina.html Archiviato l'8 settembre 2017 in Internet Archive.
181. ↑  Lo spot turistico sulle Marche con Dustin Hoffman con la regia di Giampiero Solari: https://www.youtube.com/watch?v=gEndornqlHo Archiviato il 22 agosto 2015 in Internet Archive.
182. ↑  A casa di Giacomo Leopardi, intervista di Pippo Baudo alla contessa Olimpia Leopardi all'interno del Palazzo Leopardi di Recanati: https://www.youtube.com/watch?v=oNsBnlkBu0E
183. ↑  Un Leopardi inedito raccontato da Novella Bellucci e Franco D'Intino nella puntata di Visionari del 15 giugno 2015, programma televisivo condotto da Corrado Augias su Rai 3: https://www.youtube.com/watch?v=KwFnKv0TBaI
184. ↑  Intervista allo scrittore Alessandro D'Avenia sul suo libro e spettacolo teatrale L'arte di essere fragili - come Leopardi può salvarti la vita nel  sito di RepubblicaTv. (2016).
185. ↑   Vittorio Gassman interpreta L'infinito, su youtube.com. URL consultato il 15 settembre 2017 (archiviato il 23 maggio 2019).
186. ↑  Vittorio Gassman interpreta A Silvia: https://www.youtube.com/watch?v=7hEbvxBi2ZQ Archiviato il 29 marzo 2016 in Internet Archive.
187. ↑  Vittorio Gassman interpreta La sera del dì di festa: https://www.youtube.com/watch?v=TPpCs6tws_U
188. ↑  Vittorio Gassman interpreta Amore e Morte: https://www.youtube.com/watch?v=o22AJ5PPdGI
189. ↑  Vittorio Gassman interpreta La quiete dopo la tempesta: https://www.youtube.com/watch?v=-8jasZDrV2U Archiviato il 23 ottobre 2014 in Internet Archive.
190. ↑  Vittorio Gassman interpreta A se stesso: https://www.youtube.com/watch?v=F0lhF2s_5s4
191. ↑  Carmelo Bene interpreta L'infinito: https://www.youtube.com/watch?v=UhsHYRORcyE Archiviato il 3 ottobre 2018 in Internet Archive.
192. ↑  Carmelo Bene interpreta Passero solitario: https://www.youtube.com/watch?v=IZzQbnzpaok
193. ↑  Carmelo Bene interpreta La ginestra (o Il fiore del deserto): https://www.youtube.com/watch?v=ZqzVXF3Fx4Y
194. ↑  Carmelo Bene interpreta Alla luna: https://www.youtube.com/watch?v=v9IriaUNWQk
195. ↑  Carmelo Bene interpreta La sera del dì di festa: https://www.youtube.com/watch?v=qydGUiV1wwI
196. ↑  Carmelo Bene interpreta Il sabato del villaggio: https://www.youtube.com/watch?v=vI9PJfCtWw4
197. ↑  Carmelo Bene interpreta Le ricordanze: https://www.youtube.com/watch?v=jyB0eM9AOoM
198. ↑  Carmelo Bene interpreta Canto notturno di un pastore errante dell'Asia: https://www.youtube.com/watch?v=y7PaXzp2Zh8 Archiviato il 26 aprile 2014 in Internet Archive.
199. ↑  Carmelo Bene interpreta Inno ad Arimane: https://www.youtube.com/watch?v=f2-QAubKbLE
200. ↑  vedi su Inno ad Arimane: https://it.wikiversity.org/wiki/Canti_(superiori)#Le_posizioni_contro_l.27ottimismo_progressista Archiviato il 15 settembre 2017 in Internet Archive.
201. ↑  leggi il testo di Inno ad Arimane in Wikisource: https://it.wikisource.org/wiki/Puerili_(Leopardi)/Ad_Arimane Archiviato il 15 settembre 2017 in Internet Archive.
202. ↑  Carmelo Bene interpreta Amore e Morte: https://www.youtube.com/watch?v=epYU4-n2jGw
203. ↑  Arnoldo Foà interpreta L'infinito: https://www.youtube.com/watch?v=19VuLCmHocI Archiviato il 23 febbraio 2020 in Internet Archive.
204. ↑  Arnoldo Foà interpreta Passero solitario: https://www.youtube.com/watch?v=nOr3Qbceuhg
205. ↑  Arnoldo Foà interpreta A Silvia: https://www.youtube.com/watch?v=5qODyZtfvZA Archiviato il 29 febbraio 2020 in Internet Archive.
206. ↑  Arnoldo Foà interpreta Il sabato del villaggio: https://www.youtube.com/watch?v=kmk_gd-48XE
207. ↑  Arnoldo Foà interpreta La sera del dì di festa: https://www.youtube.com/watch?v=aWOJfMZeCVo
208. ↑  Arnoldo Foà interpreta Canto notturno di un pastore errante dell'Asia: https://www.youtube.com/watch?v=9TyHwWkFt70 Archiviato il 14 giugno 2017 in Internet Archive.
209. ↑  Arnoldo Foà interpreta Le ricordanze: https://www.youtube.com/watch?v=hL855FC_juA Archiviato l'11 marzo 2019 in Internet Archive.
210. ↑  Arnoldo Foà interpreta La ginestra (o Il fiore del deserto): https://www.youtube.com/watch?v=zBnDqu8X5fk
211. ↑  Arnoldo Foà interpreta Il tramonto della luna: https://www.youtube.com/watch?v=Au4hXAoKqlw
212. ↑  Arnoldo Foà interpreta All'Italia: https://www.youtube.com/watch?v=iNHqhHiIqok
213. ↑  Arnoldo Foà interpreta Alla luna: https://www.youtube.com/watch?v=oxzCzwR05WE
214. ↑  Giorgio Albertazzi interpreta L'infinito: https://www.youtube.com/watch?v=BLmhOx6IuCw Archiviato il 1º giugno 2016 in Internet Archive.
215. ↑  Nando Gazzolo interpreta L'infinito: https://www.youtube.com/watch?v=Te8tyDDsh2A
216. ↑  Gabriele Lavia interpreta L'infinito: https://www.youtube.com/watch?v=oSV7eBa-_Ao
217. ↑  Gabriele Lavia discetta sull'opera di Leopardi, prima della "dizione" delle opere di Leopardi: https://www.youtube.com/watch?v=g6BDT7K-jCU
218. ↑  Alberto Lupo interpreta Ultimo canto di Saffo: https://www.youtube.com/watch?v=o1Q_AcJ1TtA
219. ↑  Elio Germano, nel film Il giovane favoloso di Mario Martone, interpreta L'infinito: https://www.youtube.com/watch?v=jIvzQvi75rQ
220. ↑  Elio Germano, nel film Il giovane favoloso di Mario Martone, interpreta La ginestra (o Il fiore del deserto): https://www.youtube.com/watch?v=U5e___IGHm4
221. ↑  Elio Germano, nel film Il giovane favoloso di Mario Martone, interpreta la prima parte de La sera del dì di festa: https://www.youtube.com/watch?v=NgI8uekF6H4
222. ↑  Elio Germano, nel film Il giovane favoloso di Mario Martone, interpreta un brano di Amore e Morte: https://www.youtube.com/watch?v=VD_6V0YXc8I
223. ↑  Elio Germano, nel film Il giovane favoloso di Mario Martone, interpreta l'ultima parte di Aspasia: https://www.youtube.com/watch?v=gcoJ3eQ_pr4